# 三重県
三重県（みえけん）は、日本の近畿地方・東海地方に位置する県。県庁所在地は津市。
県内最大の都市は四日市市で、同県内で唯一施行時特例市（後に保健所政令市に昇格）に指定されている。また、津市と四日市市は共に、県内の二大主要都市として中枢中核都市に指定されている。
江戸時代から、お伊勢参り（お蔭参り）の名で知られる伊勢神宮を擁する地域として発展した。令制国では、伊勢国・志摩国・伊賀国の全域と、紀伊国（当初は熊野国）の一部、計4国より構成される。包括する旧律令国の数は、7国を包括する兵庫県に次ぐ。北勢、伊賀、中勢、南勢（伊勢志摩）、東紀州の5地域に区分される。

## 概要

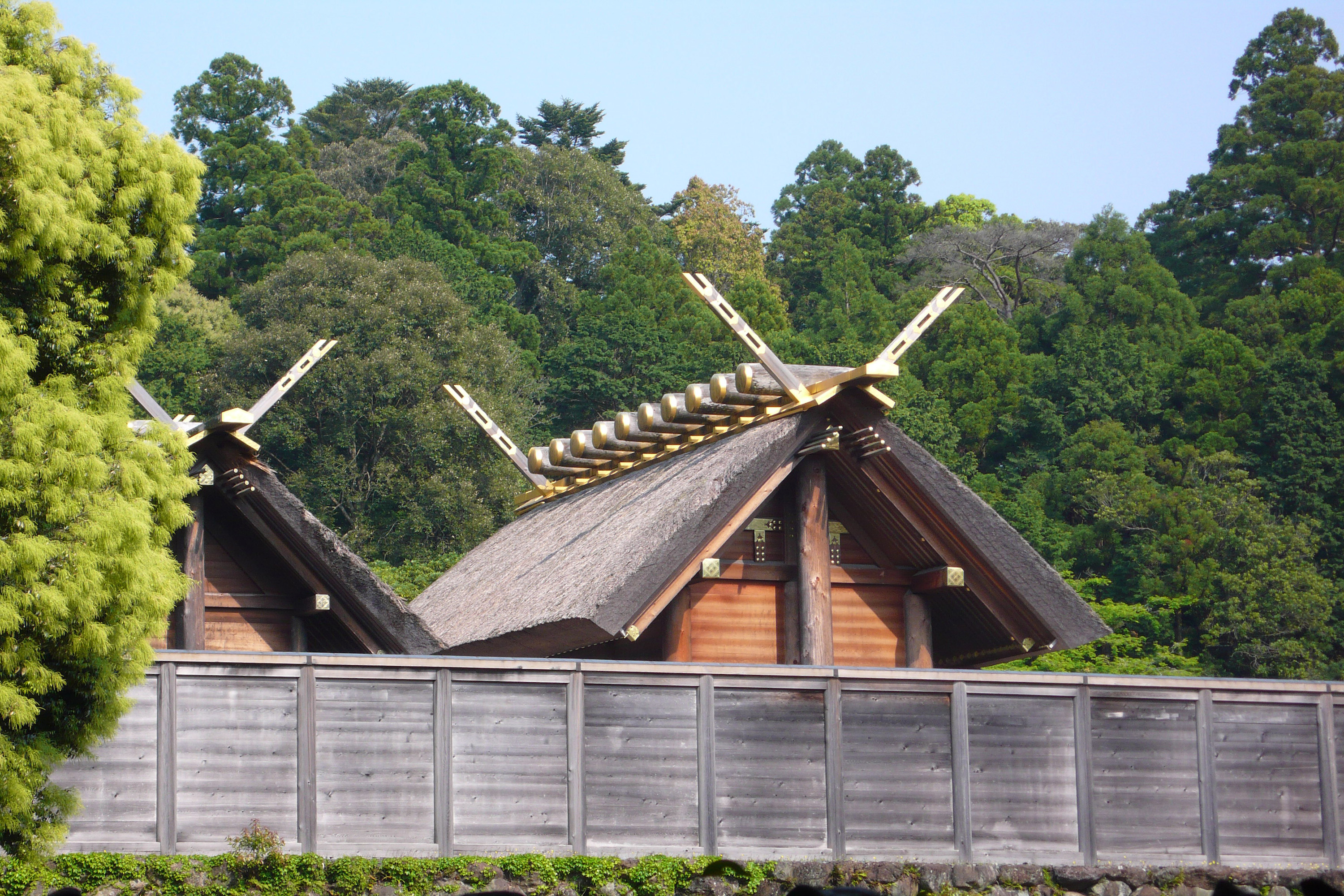
伊勢神宮

日本の都道府県内では人口は22番目、面積は25番目、人口密度は20番目である。海、山の豊富な自然に恵まれ、農業・漁業が盛んである。北勢を中心に四日市コンビナートなどの中京工業地帯が広がる全国屈指の工業県でもある。また、江戸時代（御伊勢参り）から現在（F1日本グランプリや、8耐など）に至るまで、観光を産業として成り立たせている。
名目的には近畿地方に属するものの、名張市など県内最西端に位置する伊賀地域を除いて関西地方の中心都市である大阪市よりも、県の主要な地域において名古屋市との経済的・人的結びつきが強い傾向にあり、特に桑名市など北勢地域は名古屋都市圏（中京圏）に含まれる。また、県全体としても東海地方にも属し、愛知県・岐阜県とともに愛知県を中心とした東海3県のうちの一つである。テレビ局の広域放送においても、テレビ愛知を除く在名テレビ局は東海3県（中京広域局）を対象エリアとしている。また、鉄道においても、三重県の大半のJR路線はJR西日本（本社:大阪）ではなく、JR東海（本社:名古屋）の管轄である（なお、県内の鉄道においては関西私鉄の近畿日本鉄道（近鉄）に対して、JR2社の存在感は小さい）。民間企業のみならず、省庁の出先機関（地方支部局）においても、厚生労働省の東海北陸厚生局や国土交通省の中部地方整備局など、近畿ではなく東海地方や中部地方に含まれることも多い。三重県知事は近畿ブロック知事会と中部圏知事会議の双方に参加している。
経済力については日本最大の工業地帯である中京工業地帯の一部である北勢地域を抱える事から上位の県であり、平成期に東京都に次ぐ第2位の経済成長を達成して、1人当たりの GDP の県民経済計算は3位から15位の間の高水準で推移している。可処分所得と基礎支出の差額ランキングの経済的豊かさで三重県は1位である。 本県内で最大の人口を有する市町村は北勢地域の中心都市である四日市市の約30万人で、2000年11月1日に国から特例市（現、施行時特例市）に指定され、2008年4月1日に保健所政令市に昇格する。また、県庁所在地の津市と共に中枢中核都市に指定された。政令指定都市の大都市の名古屋市から非常に至近でありながら独自の四日市都市圏を形成するほどの経済力を有する。一方、県庁所在地である津市の人口は平成の大合併前は約15.6万人であり、2005年・2006年は県庁所在地としては人口が最小であった。平成の大合併後の人口は約27万人である。本県は東紀州を中心に過疎地域があるほか、津市や松阪市の一部も過疎地域に指定されている。三重県の総人口は約170万人であり、熊本県、鹿児島県、岡山県などと同規模であるが、本県はこれらの県と比較して人口が突出した都市（首位都市）は存在せず、中規模の複数の都市に人口が分散している。

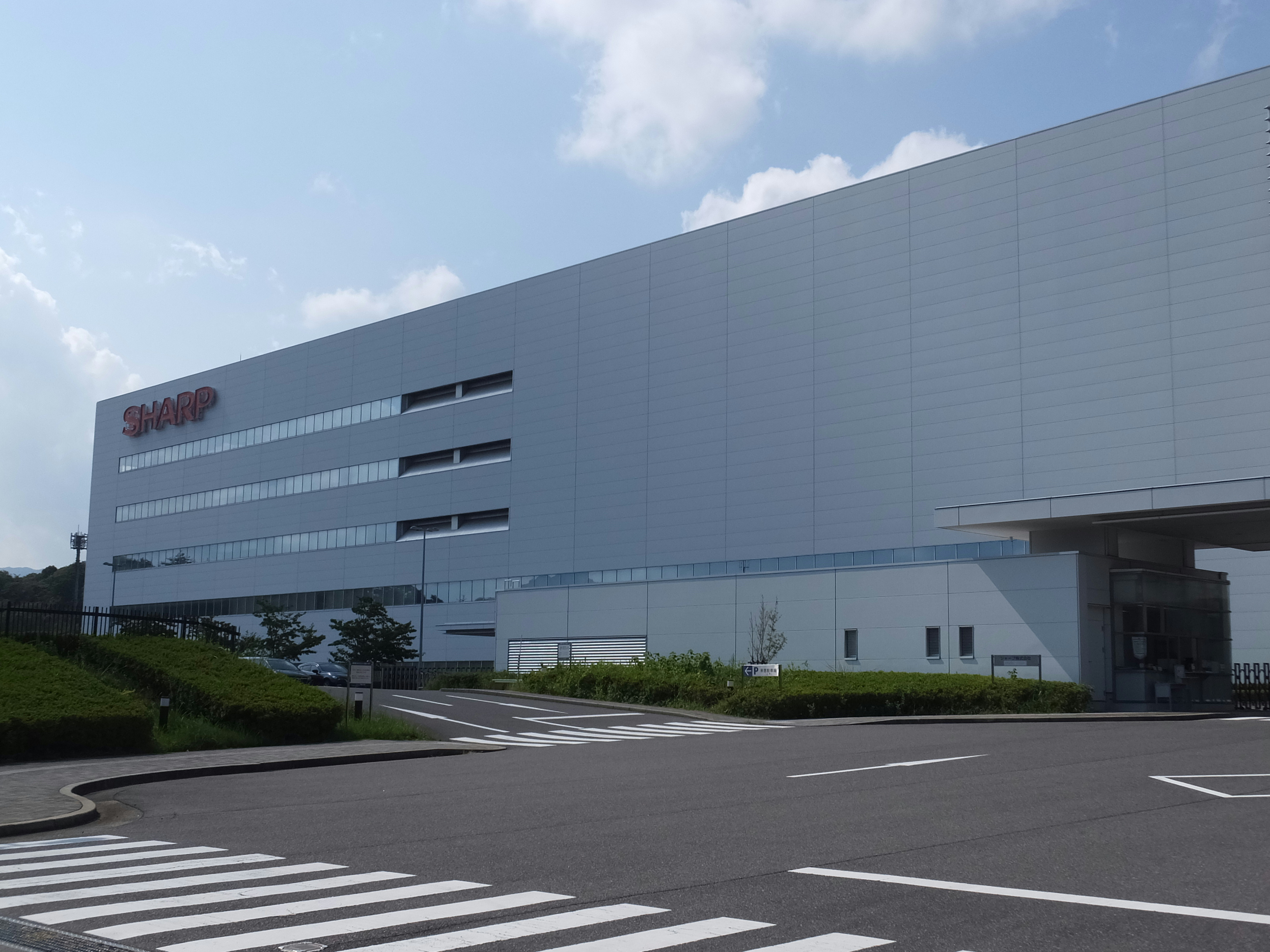
シャープ亀山工場

愛知県と隣接している北勢地域は中京工業地帯であり、主要企業の工場が多い。特に四日市市は四日市港や四日市コンビナートなどを擁する日本屈指の商工業都市である。また、石油化学コンビナートの四日市コンビナートは、四大公害病の一つである四日市ぜんそくの原因となり問題になったが、現在は法整備や汚染防止技術向上などの対策が格段に進み、工業地帯周辺の大気状態は改善されている。亀山市にはカメヤマローソク（本社は大阪市に移転）や、三重県のハイテク企業誘致策により建設されたシャープ亀山工場がある。なお、三重県はローソクの生産量と鍵の生産量が全国一である。
伊勢神宮や伊賀上野、二見浦、世界遺産の熊野古道などの観光地やナガシマスパーランド、なばなの里、志摩スペイン村、鈴鹿サーキットなどのテーマパークがある。特に近鉄が観光開発を行った伊勢・志摩地区は観光地としても名高い。本県は地理的に、近畿圏（京阪神地区）と中京圏の中間に位置しているため、両地域からの観光客が多い。なお、伊勢・志摩地区にも路線を有する近畿日本鉄道（近鉄）は大阪・京都や名古屋から伊勢・志摩地区への観光客に向けの「しまかぜ」といった近鉄特急の運行や企画乗車券の販売するなど誘客に努めている。
方言は三重弁が話されており、その中でも伊勢弁・伊賀弁・志摩弁・紀州弁に分けることができる。三重弁は近畿方言に属しており、大部分の地域が京阪式アクセントである。三重県は特に北部において、愛知県（特に名古屋市）と経済面・物流面での関係が見られるが、方言は愛知県・岐阜県の東海3県との間に大きな違いがある。
三重県は、滋賀県、福井県、岐阜県とともに「日本まんなか共和国」を設立し、知事サミットや文化交流事業などを行っている。

## 地理・地域
三重県は南北の長さは約170km、東西の幅は80kmと、細長い形をしている。伊勢平野をはじめとする平野部から、鈴鹿山脈などの山脈、青山高原などの高地、盆地、低地など様々な地形を有する。北側の愛知県や岐阜県、南側の和歌山県など、6府県と隣接する。伊勢湾から松阪市飯高町にかけて中央構造線が通っており、飯高町月出では大規模な露頭が見つかっている。2002年に「月出の中央構造線」として国の天然記念物に指定された。2007年には長野県大鹿村とともに日本の地質百選「中央構造線（月出）」に選定された。
- 東 - 伊勢平野が広がっており、東側には伊勢湾と熊野灘が開けている。
- 西 - 鈴鹿山脈・信楽山地・台高山脈および紀伊山地を隔てて、滋賀県、京都府、奈良県、和歌山県と接する。但し奈良県との県境は険しい山々に阻まれ直接往来ができない自治体が多い（松阪市→川上村、紀北町→上北山村、熊野市→十津川村など）。また、京都府との県境は僅か3km程度であり、県境部は関西本線や国道163号が通っているが、往来はあまり便利ではない。布引山地の西側には上野盆地が広がる。
- 南 - 熊野川を境に、和歌山県と接している。
- 北 - 養老山地と木曽三川を境に、岐阜県や愛知県と接している。一部、濃尾平野にもかかっている。

全国八地方区分では近畿地方に分類される。静岡県、岐阜県、愛知県とともに東海地方とする区分もある。
国土整備行政上は福井県、滋賀県と同様、近畿圏、中部圏のいずれにも含まれている。また伊賀市と名張市の属する伊賀地域を近畿地方（大阪圏）、北勢地域を東海地方（名古屋圏）とする区分もある。

### 位置
|      | 三重県庁（津市）  | 東端（鳥羽市）    | 西端（熊野市）    | 南端（紀宝町）    | 北端（いなべ市）  |
| 経度 | 東経136度30分31秒 | 東経136度59分15秒 | 東経135度51分12秒 | 東経135度58分29秒 | 東経136度31分42秒 |
| 緯度 | 北緯34度43分49秒  | 北緯34度32分53秒  | 北緯33度51分33秒  | 北緯33度43分22秒  | 北緯35度15分28秒  |

#### 隣接都道府県とその自治体
括弧内はその自治体に隣接する三重県内の自治体。
| ：愛知県 - 田原市（伊勢湾海上で鳥羽市） - 弥富市（桑名市、木曽岬町） - 愛西市（桑名市） ：岐阜県 - 海津市（桑名市、いなべ市） - 養老町（いなべ市） - 大垣市（いなべ市） ：滋賀県 - 多賀町（いなべ市） - 東近江市（いなべ市、菰野町） - 甲賀市（四日市市、鈴鹿市、亀山市、伊賀市、菰野町） ：京都府 - 南山城村（伊賀市） | ：奈良県 - 奈良市（伊賀市） - 宇陀市（名張市） - 山添村（伊賀市、名張市） - 曽爾村（津市、名張市） - 御杖村（津市、松阪市） - 東吉野村（松阪市） - 川上村（松阪市、大台町） - 上北山村（尾鷲市、熊野市、大台町、紀北町） - 下北山村（熊野市） - 十津川村（熊野市） ：和歌山県 - 北山村（熊野市） - 新宮市（熊野市、紀宝町） |

### 地形
主な川
- 木曽三川（木曽川、長良川、揖斐川）
- 鈴鹿川
- 雲出川
- 櫛田川
- 宮川
- 熊野川
- 木津川
- 五十鈴川
- 員弁川（町屋川）

主な山
| 鈴鹿山脈： - 藤原岳（1,140m、いなべ市） - 竜ヶ岳（1,099m、いなべ市） - 釈迦ヶ岳（1,092m、菰野町） - 御在所岳（1,212m、菰野町） - 鎌ヶ岳（1,161m、菰野町） | 養老山地： - 多度山（403m、桑名市） 布引山地： - 笠取山（842m、伊賀市） - 霊山（766m、伊賀市） | 台高山脈： - 大台ヶ原山（日出ヶ岳）（県内最高峰、1,695m、大台町） - 高見山（1,248m、松阪市） - 国見山（1,419m、松阪市） - 桧塚奥峰（1,420m、松阪市） |

その他：
- 朝熊山（555m、伊勢市・鳥羽市）

主な島
| 鳥羽市： - 答志島 - 神島 - 菅島 - 坂手島 - 大築海島 - 小築海島 | 志摩市： - 賢島 - 間崎島 - 座賀島 - 和具大島 - 矢取島 - 渡鹿野島 - 三島山 | 紀北町： - 鈴島 紀宝町： - 御船島 |

湾
- 伊勢湾 - 三重県の北部から中部に面した湾。四日市港など大規模港が存在する。
- 英虞湾 - 志摩市にある湾。真珠の養殖が盛んである。
- 的矢湾 - 志摩市と鳥羽市に囲まれた湾。的矢かきで知られる。
- 五ヶ所湾 - 度会郡南伊勢町にある湾。真珠養殖が盛んである。
- 尾鷲湾 - 尾鷲市に面した湾。重要港湾の尾鷲港がある。
- 熊野灘 - 三重県の志摩市大王崎から和歌山県潮岬にかけての海域の名称
- 賀田湾 - 尾鷲市賀田に面した湾

この他にも、志摩半島南部から熊野市にかけての海岸は、リアス海岸になっているので、多数の湾がある。
半島
- 紀伊半島
- 志摩半島

山脈・山地
- 鈴鹿山脈
- 布引山地
- 養老山地
- 台高山脈
- 紀伊山地

### 気候

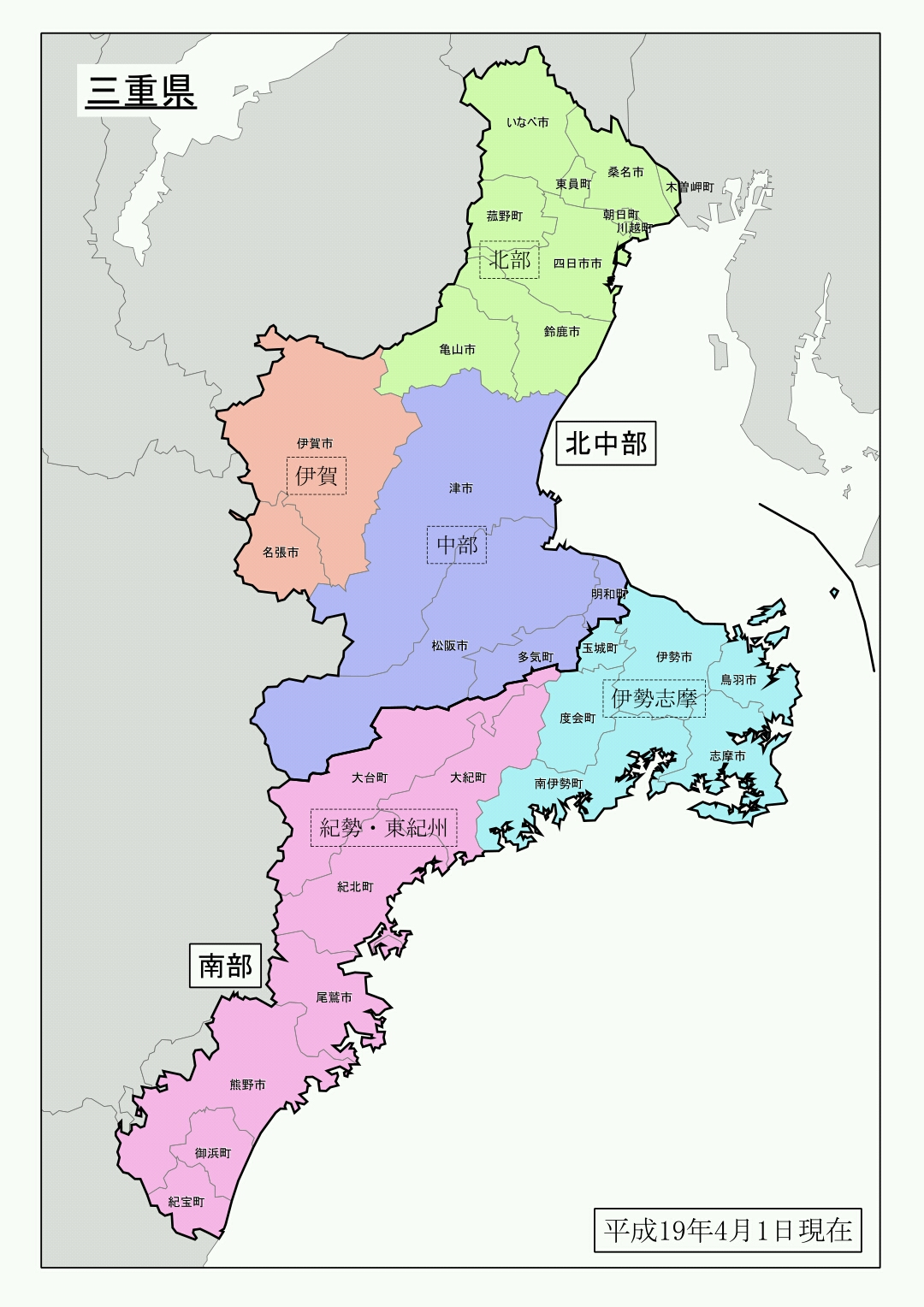
気象庁の三重県の区分

三重県は南北に長く、長い海岸線を持ち山岳地帯や盆地など多彩な地形を持つため、各地域によって気候がさまざまである。東紀州（南部）は、潮岬からの台風の直撃を受けることが多く「台風銀座」と呼ばれている。伊勢湾沿岸から熊野灘沿岸が太平洋側気候（伊勢湾沿岸は東海型に、熊野灘沿岸は南海型に属する）で、伊賀は内陸性気候（瀬戸内海式気候に含める場合もある）である。
- 鈴鹿山麓（北部） - 鈴鹿山脈の麓に位置するこの地域（四日市市、桑名市など）は、冬は乾燥した晴天の日が多く、強い冬型の気圧配置になると日本海から流れてくる雪雲の影響で局地的な大雪に見舞われることがある。山間部を除けば、県内で最も雪の多い地域で、いなべ市では、1mの降雪記録もある。
- 上野盆地（伊賀） - 山地を除くと1月の平均気温が約3°Cで、県内では最も寒さの厳しい地域。逆に夏の暑さは場所によっては40℃を超えたという記録がある。鈴鹿山麓地域（北部）と同様、強い冬型の気圧配置や南岸低気圧の通過時になると大雪に見舞われることがある。年降水量は1,300〜1,500mmで県内で最も雨の少ない地域である。年間を通じて霧が多く発生する。
- 伊勢平野（中部、伊勢志摩） - 基本的に温和な気候であるが、中南部はしばしば洪水に見舞われる。（宮川豪雨や津市で記録した時間雨量98mmなど）又、津市では夏になると最低気温が25℃を下回らない熱帯夜の日が多くなる。
- 熊野灘沿岸（紀勢東紀州） - 三重県で最南に位置するため、非常に温暖な地域になっている。又、県内は元より、全国的にも雨の多い地域として有名で、上記でも説明した通り、台風がよく通過する。南四国（高知平野を除く）や九州南東部と似ており、志摩半島海岸では年平均気温は約16℃、年降水量は2000〜2500mmとなっている。特に、尾鷲から大台ヶ原山までの一帯は多雨地帯であり、尾鷲市の年降水量の平均は4,000mm程度に達する（⇒尾鷲の雨を参照）。

#### 気象区分
- 北中部
  - 北部 - 四日市市・桑名市・鈴鹿市・亀山市・いなべ市・川越町・朝日町・菰野町・木曽岬町・東員町
  - 伊賀 - 伊賀市・名張市
  - 中部 - 津市・松阪市・多気町・明和町
- 南部
  - 伊勢志摩 - 伊勢市・鳥羽市・志摩市・玉城町・度会町・南伊勢町
  - 紀勢東紀州 - 尾鷲市・熊野市・大台町・大紀町・紀北町・御浜町・紀宝町

| 平年値 （月単位） | 平年値 （月単位） | 北部          | 北部          | 北部          | 北部          | 伊賀          | 伊賀          | 中部          | 中部          | 伊勢志摩      | 伊勢志摩      | 伊勢志摩      | 伊勢志摩      | 紀勢東紀州    | 紀勢東紀州      | 紀勢東紀州    | 紀勢東紀州    |
| 平年値 （月単位） | 平年値 （月単位） | いなべ市 北勢 | 桑名          | 四日市        | 亀山          | 伊賀市 上野   | 名張          | 津            | 松阪市 粥見   | 伊勢市 小俣   | 鳥羽          | 志摩市 阿児   | 南伊勢        | 大台町 宮川   | 紀北町 紀伊長島 | 尾鷲          | 御浜          |
| ----------------- | ----------------- | ------------- | ------------- | ------------- | ------------- | ------------- | ------------- | ------------- | ------------- | ------------- | ------------- | ------------- | ------------- | ------------- | --------------- | ------------- | ------------- |
| 平均 気温 (°C)    | 最暖月            |               | 27.3 （8月）  | 26.2 （8月）  | 26.1 （8月）  | 25.8 （8月）  |               | 27.1 （8月）  | 25.4 （8月）  | 26.6 （8月）  | 26.7 （8月）  |               | 26.2 （8月）  |               | 26.0 （8月）    | 26.1 （8月）  |               |
| 平均 気温 (°C)    | 最寒月            |               | 4.5 （1月）   | 4.0 （1月）   | 4.0 （1月）   | 3.0 （1月）   |               | 5.1 （1,2月） | 3.8 （1月）   | 4.5 （1月）   | 3.4 （1,2月） |               | 5.7 （1月）   |               | 6.0 （1月）     | 6.2 （1月）   |               |
| 降水量 (mm)       | 最多月            | 308.5 （9月） | 240.0 （9月） | 266.7 （6月） | 289.0 （6月） | 213.6 （6月） | 201.0 （6月） | 286.6 （9月） | 387.5 （9月） | 329.1 （9月） | 406.5 （9月） | 328.7 （9月） | 395.4 （9月） | 625.0 （9月） | 462.3 （9月）   | 717.6 （9月） | 575.0 （9月） |
| 降水量 (mm)       | 最少月            | 55.1 （12月） | 34.5 （12月） | 37.6 （12月） | 37.9 （12月） | 37.0 （12月） | 36.8 （12月） | 34.4 （12月） | 35.8 （12月） | 39.0 （12月） | 47.9 （12月） | 40.4 （12月） | 45.0 （12月） | 59.7 （12月） | 52.6 （12月）   | 91.6 （12月） | 77.3 （12月） |
| 降水 日数 （日）  | 最多月            | 14.4 （7月）  | 13.3 （6月）  | 12.8 （6月）  | 13.5 （6月）  | 12.6 （6月）  | 12.7 （6月）  | 12.2 （6月）  | 14.2 （6月）  | 12.9 （6月）  | 12.9 （6月）  | 13.1 （6月）  | 13.9 （6月）  | 14.5 （6月）  | 14.4 （6月）    | 14.8 （6月）  | 14.9 （6月）  |
| 降水 日数 （日）  | 最少月            | 8.7 （11月）  | 6.3 （12月）  | 5.1 （12月）  | 6.9 （12月）  | 5.6 （12月）  | 7.0 （12月）  | 4.5 （12月）  | 5.9 （12月）  | 5.0 （12月）  | 5.5 （12月）  | 5.4 （12月）  | 5.1 （12月）  | 6.7 （12月）  | 4.8 （12月）    | 5.2 （12月）  | 6.0 （12月）  |

### 地域区分

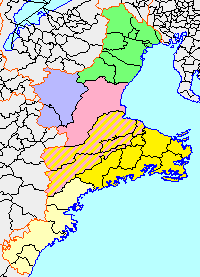
三重県の地域区分
■伊賀■北勢■中勢■東紀州■南勢（伊勢志摩）

県庁は、三重県を北勢、伊賀、中勢、南勢、東紀州の5つの地域に区分している。
自治体は、以下の14市7郡15町（29市町）がある。「町」の読み方は全て「ちょう」である。2006年1月10日の紀宝町と鵜殿村の合併により、本県内から村がなくなった。

#### 北勢
旧伊勢国北部に当たる地域で、国道1号の沿線。鈴鹿川の流域で、緑茶の大産地として有名である。外国人住民の人口と製造業に従事する工業系男性人口が増加している。四日市市及び川越町地域と鈴鹿市で男性人口が多い状態となっている。

##### 四日市以北
江戸時代には東海道（現在の国道1号）の沿線であった。当時は東海道の架橋が禁止されており、かつ洪水も多かったため、木曽三川を越えた尾張国への往来は今程の多さではなかった。しかし、明治に架橋が進められて以降は、名古屋の影響も強く受けている。
- いなべ市
- 桑名市
- 四日市市
- 桑名郡 - 木曽岬町
- 員弁郡 - 東員町
- 三重郡 - 菰野町、朝日町、川越町

##### 鈴鹿亀山地域
ホンダの鈴鹿市や、シャープと古河電気工業の亀山市での工業集積が著しい。名阪国道や新名神高速道路の物流が大きい。古代には椿大神社や伊勢国府が置かれるなど、重要拠点であり続けた。鈴亀（れいき）地区などと呼ばれることもある。
- 鈴鹿市
- 亀山市

#### 伊賀
旧伊賀国に当たる上野盆地の一帯で、名阪国道や国道163号および国道165号の沿線。伊賀市と名張市のこと。
木津川流域で、布引山地や加太峠よりも西側に位置する地域。そのため、京阪神との結びつきも強い。北部は、名阪国道が通り、大阪と名古屋のちょうど中間に位置し、双方へ車で1時間半で到達できることから、1980年代以降、同国道沿いに工場立地が集中している。南部は、近鉄大阪線が通り、沿線の名張市は1970年代から大阪のベッドタウンとして機能し、人口は増加の一途をたどっていたが、近年は都心回帰の影響で人口は減少傾向にある。そのため、2015年以降の国勢調査では、名張市の属する都市圏は大阪都市圏から伊賀都市圏に変わった。
- 伊賀市
- 名張市

#### 中勢
旧伊勢国中部に当たる地域で、国道23号の沿線。津市には県庁があり商工業が集積しているが、元来鉄道が津市中心部を迂回しており、さらにモータリゼーションの流れの中、大型ショッピングセンターの郊外への進出、同時に中心部からの撤退などで中心商店街は寂れた。しかし、「アスト津」と呼ばれる高さ94mの高層ビルが津駅前に完成して以来、再び活性化しつつある。津市からは、中部国際空港への高速船でのアクセスがある。
- 津市（県庁所在地）
- 松阪市
- 多気郡 - 多気町、明和町、大台町

なお、松阪市と多気郡を南勢地域に入れる場合もある。

#### 南勢
旧伊勢国南部に当たる地域と旧志摩国の総称で、志摩を分けず「南勢志摩」と呼ぶ場合がある。観光ガイドでは「伊勢志摩」と呼ばれることが多く、大部分が伊勢志摩国立公園に指定されている。国道23号の沿線。
伊勢神宮や二見浦といった大観光地を抱えており、真珠の養殖でも有名である。
- 伊勢市
- 鳥羽市
- 志摩市
- 度会郡 - 玉城町、度会町、大紀町、南伊勢町

#### 東紀州
紀伊国牟婁郡（当初の熊野国）、当初は度会県、後に三重県となった地域。東紀州、熊野、牟婁と呼ばれることも多い。国道42号の沿線。
日本では屋久島と並ぶ多雨地帯として知られ、熊野古道の伊勢路南部である。熊野市以南では新宮市など和歌山県紀南地域との結びつきも強い。
- 尾鷲市
- 熊野市
- 北牟婁郡 - 紀北町
- 南牟婁郡 - 御浜町、紀宝町

### 合併済みの市町村
- ここでは、平成の大合併で変更した市町村を記述している。
- 2006年（平成18年）1月10日に宮川村と鵜殿村がそれぞれ大台町、紀宝町と合併したことに伴い、本県内から村がなくなっている。また、多気町、玉城町、明和町、勢和村の4町村が合併する計画があったが、結び付きの強かった多気町と勢和村が合併するに留まった。

| 新行政名 | 旧行政名                                                                        | 合併期日                   |
| -------- | ------------------------------------------------------------------------------- | -------------------------- |
| いなべ市 | 員弁町、北勢町、大安町、藤原町                                                  | 2003年（平成15年）12月1日  |
| 志摩市   | 阿児町、浜島町、磯部町、大王町、志摩町                                          | 2004年（平成16年）10月1日  |
| 伊賀市   | 上野市、阿山町、伊賀町、青山町、大山田村、島ヶ原村                              | 2004年（平成16年）11月1日  |
| 桑名市   | 桑名市、多度町、長島町                                                          | 2004年（平成16年）12月6日  |
| 松阪市   | 松阪市、嬉野町、三雲町、飯南町、飯高町                                          | 2005年（平成17年）1月1日   |
| 亀山市   | 亀山市、関町                                                                    | 2005年（平成17年）1月11日  |
| 四日市市 | 四日市市、楠町                                                                  | 2005年（平成17年）2月7日   |
| 大紀町   | 大宮町、紀勢町、大内山村                                                        | 2005年（平成17年）2月14日  |
| 南伊勢町 | 南勢町、南島町                                                                  | 2005年（平成17年）10月1日  |
| 紀北町   | 海山町、紀伊長島町                                                              | 2005年（平成17年）10月11日 |
| 伊勢市   | 伊勢市、小俣町、二見町、御薗村                                                  | 2005年（平成17年）11月1日  |
| 熊野市   | 熊野市、紀和町                                                                  | 2005年（平成17年）11月1日  |
| 津市     | 津市、久居市、芸濃町、安濃町、河芸町、 香良洲町、一志町、白山町、美里村、美杉村 | 2006年（平成18年）1月1日   |
| 多気町   | 多気町、勢和村                                                                  | 2006年（平成18年）1月1日   |
| 大台町   | 大台町、宮川村                                                                  | 2006年（平成18年）1月10日  |
| 紀宝町   | 紀宝町、鵜殿村                                                                  | 2006年（平成18年）1月10日  |

## 歴史
明治維新以前の伊勢国、伊賀国、志摩国の全域、それに紀伊国牟婁郡（熊野国）の一部よりなる。

### 原始
大陸と陸続きであったころ、鳥羽市の恐竜化石、伊賀市の大山田地方で発見されたゾウ・ワニの足跡などが知られている。3万年前から1万年前ごろの後期旧石器時代の南勢地方、鈴鹿川北岸、鈴鹿市南部、英虞湾や伊雑浦（いぞううら）などの河岸段丘や台地の遺跡からナイフ形石器が出土している。遺跡は50カ所ほど知られているが、遺跡の内容は分かっていない。その中では出張（でばり）遺跡（多気郡大台町）で発掘調査が行われ、ナイフ形石器・削器・尖頭器状石器・細石刃などが出土している。石材の多くは県内のチャートであるが、讃岐岩（サヌカイト）は二上山産のものである。
縄文時代草創期の土器押型文土器が県内100カ所近くの遺跡から出土している。また、早期以降の遺跡は、伊勢湾岸、志摩半島、熊野灘沿岸、伊賀盆地の内陸部にまで広がり、600カ所を超える。押型文土器に伴う石器群は、有茎尖頭器・石鏃などがあり、この2つの石器には時期的差が見られる。この期の住居は竪穴建物で、直径4メートルほどの平面形は不整円形で、地表面から80センチメートルほど掘り下げ、垂木（たるき）を立てかけて円錐状の屋根を葺いたものと推定される。他には長楕円形または隅丸の二等辺三角形の平面形で、最大長2.6メートル、最大幅65センチメートルの「煙道付炉穴」と呼ばれる屋外炉が併存している。このことは半定住生活していたことを裏付ける。
中期から後期前葉にかけて遺跡数が最も増加し、およそ200カ所の所在が確認されている。中期前半には関東系や瀬戸内系の土器に北陸系や東海系の土器も認められ、海岸沿いに人々の行き来が行われたことを示している。この期の住居は平面形が円形で、住居内には石囲みや土器敷の屋内炉も確認されている。後期には、近畿系の強い影響にありながら、東北・中部・北陸などの土器が見られ、広範に交流が行われていたことが推定できる。津市一志町にある天白遺跡に東西も南北も約50メートルの範囲に広がった、西日本には数少ない配石遺構がある。土器棺墓、60点を超える土偶・岩偶、石棒・石剣など祭祀遺物も多く確認され、葬送儀礼の行われた遺構であると考えられている。晩期に入っては、小規模遺跡が多く、沖積平野部に進出している。後半の土器には粘土紐を肩部や口辺部に貼り付ける東海系の突帯文土器が主流を占めるようになる。住居では、名張市にある下川遺跡から柄鏡形竪穴建物が確認されている。遺体を土器に埋葬する25基の土器棺墓群が集落と離れた場所で見つかっている。

### 古代
4世紀には本格的に大和王権の支配下に入り、成務朝には島津国造が志摩郡に設置された他、時期不明ながら飯高県造が飯高郡に、壱師県造が一志郡に、佐奈県造が多気郡に、度逢県造が度会郡に、安野県造が安濃郡に、川俣県造が鈴鹿郡に設置された。
雄略朝には度会郡に丹波国造の支族であった磯部氏（度会氏）が到来し、外宮で豊受大神を祀った。
672年、壬申の乱において、三重県域に属する伊勢と伊賀は重要な役割を果たした。
7世紀の終わりごろに班田収授法が実施されたが、三重県下でも条里制の遺構が志摩国の英虞郡を除いて各郡で確認されている。中でも伊賀国では服部川右岸の扇状地、伊勢国では安濃川と櫛田川の下流域に、それぞれ広範囲にわたって連続した地割りが認められた。
伊賀では上野市（現伊賀市）西明寺字長者屋敷に国分寺跡があり、東西210m、南北約250mの方形に土塁が残っている。南から中門・金堂・講堂跡の土壇が並び、西南の隅に塔跡と見られる土壇もある。尼寺はその東200mにある長楽山廃寺が想定されている。伊勢の国分寺は鈴鹿市国分町の台地の南端にあったと見られる。寺域は築地で囲まれ、東西178m、南北184mであった。志摩では阿児町国府の台地上にある護国山国分寺が比定されている。

### 中世
- 伊勢平氏の根拠地であった。平家滅亡後は伊勢神宮領・奈良の寺社領・貴族の荘園に細かく分割された。伊勢氏・関氏の他源平合戦の恩賞で源氏方の武士が北勢や中勢などに移住してきた。伊勢平氏由来の伊藤家や伊勢神宮由来の斉藤氏や荒木田氏や度会氏など三重県の有名家系が成立した。南北朝時代には南朝から北畠氏が伊勢国の国司に任命された[11]。室町幕府から伊勢国は北畠氏が伊賀国は仁木氏が守護に任命された。後に北畠家が戦国大名になり、大河内氏・木造氏・田丸氏・坂内氏・星合氏・岩内氏・藤方氏・波瀬氏などの分家が江戸時代も旗本として存続した。[12]

### 戦国時代〜安土桃山時代
- 伊勢国は北畠氏（中勢地方を支配）・神戸氏（鈴鹿郡が勢力圏）が、志摩国は九鬼水軍の九鬼氏が戦国大名として統治していた。
- 織田信長は永禄11年（1568年）に、北伊勢の神戸具盛と講和して、三男の織田信孝を神戸氏の養子として送り込んだ。また、長野具藤を内応により追放して、信長の弟の織田信包を長野氏の当主とした。北畠家とは大河内城の戦いで対戦し、大河内城を大軍を率いて攻略し、次男の織田信雄を養嗣子として送り込み北伊勢地域を統治させた。また、信長は長島一向一揆との戦いや天正伊賀の乱（織田家の伊賀国侵攻）で伊賀・伊勢の豪族や一向宗を信じる北勢地域の農民を大量殺戮した。その後、徳川家康の伊賀越えで協力した伊賀忍者を徳川氏が登用して江戸時代に活躍する。
- 北勢地域（伊勢国北部）では以下の北勢四十八家と呼ばれた豪族が統治していた。三重県北部に多い伊藤や水谷の名字のルーツである。織田信長の北伊勢侵攻で滅んだ。

1. 関氏（亀山城）
2. 長野氏（長野城）
3. 千種氏（千種城）
4. 赤堀氏（赤堀城・羽津城・中野城）
5. 楠氏（楠城）
6. 稲生氏（稲生城）
7. 矢田氏（走井城）
8. 田丸氏
9. 後藤氏（宇野部城・別所城・糖田城）
10. 沼木氏（柿城）
11. 大矢知氏（大矢知城）
12. 片岡氏（上深谷城）
13. 水谷氏（大鳥井城）
14. 栗田氏（縄生城）
15. 高井氏（小山城）
16. 小串氏（猪飼城）
17. 草薙氏（御衣野城）
18. 横瀬氏（広永城）
19. 江見氏
20. 毛利氏（桑部城）
21. 富永氏（長深城）
22. 保々氏（保々城）
23. 多湖氏（笠田城）
24. 治田氏（治田城）
25. 片山氏（上木城）
26. 西野氏（野尻城）
27. 野村氏（島田城）
28. 浜田氏（浜田城）
29. 小阪氏（梅戸城）
30. 近藤氏（白瀬城・深谷部北狭間城）
31. 安藤氏（深谷部柳が島城）
32. 西松氏（柚井城）
33. 森氏（中江城）
34. 片岡氏（堺村城）
35. 南部氏（富田城）
36. 朝倉氏（茂福城）
37. 松岡氏（上井城・城井戸城・金井城）
38. 種村氏（大泉金井城）
39. 田原氏（羽津城・赤堀城）
40. 春日部氏（伊坂城・星川城・萱生城）
41. 伊藤氏（桑名城・松ヶ島城）

- これらの戦国時代の領主が統治していた[13]。

### 近世（江戸時代）
江戸時代に置かれた藩には伊勢国には、桑名藩、長島藩、桑名藩国替え忍藩奥平松平家の飛び地支配の大矢知陣屋、伊勢亀山藩、神戸藩、菰野藩、久居藩、津藩、志摩国の鳥羽藩、津藩の支城の伊賀上野城、津藩の一族の名張陣屋、紀州藩の支城の田丸城、松阪城がある。

### 近代・現代

#### 度会府設置
- 1868年8月23日（慶応4年7月6日） - 度会府が設置される
- 1869年7月25日 - 10月24日（明治2年6月17日 - 9月20日） - 版籍奉還により桑名藩・亀山藩・長島藩・神戸藩・菰野藩・津藩・久居藩・鳥羽藩の8藩が設置される
- 1869年8月24日（明治2年7月17日） - 度会府が度会県に改称
- 1871年8月29日（明治4年7月14日） - 廃藩置県により桑名県・亀山県・長島県・神戸県・菰野県・津県・久居県・鳥羽県の8県が設置される
- 1872年1月2日（明治4年11月22日） - 第1次府県統合により安濃津県（桑名県・亀山県・長島県・神戸県・菰野県・津県）と度会県（久居県・鳥羽県・度会県）に統合される。安濃津県は県庁を安濃郡津大門町（現在の津市大門）、度会県は県庁を度会郡山田岩淵町箕曲（現在の伊勢市岩渕二丁目、近鉄宇治山田駅前）に置いた。なお、安濃津が江戸時代から単に津と呼ばれることが多くなったという経緯があり、安濃津県の県名の由来は郡名とも都市名（旧名）とも取れる。
- 1872年3月17日（明治5年4月24日） - 倒幕の論功行賞に不満を持つ旧津藩士らの住む県南端の津から県中央の三重郡四日市竪町（現在の四日市市北町）の四日市陣屋（現在の四日市市立中部西小学校）に県庁を移転し、同時に安濃津県が三重県に改称
- 1873年（明治6年）12月10日 - 三重県庁舎が手狭となり、かつ、度会県との合併を見越して、県庁を安濃郡津丸之内（現在の津市丸之内）の旧津藩校有造館跡へ移転。県名が三重県のままとされたことについて、1875年（明治8年）に「他郡ノ称ヲ以テ県名トナスハ則名ノ正シキモノニ非ス」と県名改称を申し立てる者が現れたが、他県にも類似の問題があり、そのままになった[14]。

#### 三重県発足
- 1876年（明治9年）4月18日 - 第2次府県統合により三重県と度会県が合併して、現在の三重県となった。初代県令（知事）は岩村定高（佐賀県士族）であった。
- 1876年（明治9年）12月 - 1873年（明治6年）7月より行われた地租改正に、農民が反対する地租改正反対一揆（伊勢暴動）が発生する。
- 1878年（明治11年）1月17日 - 伊勢新聞創刊。
- 1887年（明治20年） - 木曽三川の分流工事が着工。
- 1888年（明治21年） - 四日市市に関西鉄道株式会社が設立。木曽三川の橋の建設が開始。
- 1894年（明治27年）7月5日 - 関西鉄道の四日市〜桑名仮停車場間が開通。東海道本線の草津駅までが繋がる。
- 1895年（明治28年）5月24日 - 関西鉄道の桑名仮停車場〜桑名間が延伸。名古屋〜前ヶ須（弥富）間が開通。
- 1895年（明治28年）11月7日 - 関西鉄道の桑名〜前ケ須（弥富）間が開通。初めて愛知県へ陸上移動することが可能となった。
- 1900年（明治33年）4月22日 - 木曽三川の分流工事の成工式が行われた。
- 1925年（大正14年）6月1日 - NHK大阪放送局が仮放送を開始。三重県でラジオの聴取が始まる。
- 1925年（大正14年）7月15日 - NHK名古屋放送局がラジオ第一放送を開始。
- 1929年（昭和4年）1月30日 - 伊勢電気鉄道（現在の近畿日本鉄道）により四日市・桑名間が開通。
- 1930年 - 1932年（昭和5年及び昭和7年）大阪電気軌道は桜井駅 - 名張駅 - 参急中川駅（現・伊勢中川駅） - 宇治山田駅間（本線、現・近鉄大阪線・近鉄山田線）および、中川駅 - 津駅間（津支線、現・近鉄名古屋線の一部）を開業。
- 1932年（昭和7年） - 大阪電気軌道と参宮急行電鉄が、大阪上本町駅 - 宇治山田駅を2時間1分で走破する直通特急電車の運転開始。
- 1933年（昭和8年）11月8日 - 現在の桑名市長島町と愛知県弥富市との間の木曽川に尾張大橋が開通し、供用を開始。
- 1934年（昭和9年） - 現在の桑名市長島町と桑名市中心部との間の長良川と揖斐川に伊勢大橋が開通し供用を開始。これにより徒歩や自動車によって愛知県へ移動することが可能となった。
- 1938年（昭和13年）6月26日 - 関西急行電鉄（現在の近鉄名古屋線）により桑名〜関急名古屋間が開通。
- 1944年（昭和19年）10月7日 - 度会郡を中心に集中豪雨。死者183人、行方不明者126人などの被害* 1943年（昭和18年）3月 - 七川村の山火事が三尾川村へ延焼。周辺町村を合わせた焼失面積は約29.8キロ平方メートル[15]。
- 1944年（昭和19年）12月7日 - 尾鷲市沖約20kmを震源とする東南海地震が発生して、尾鷲市や熊野灘沿岸一帯が津波で壊滅的な被害を受ける。死者・行方不明者は全部で推定1223人であった。
- 1945年（昭和20年）1月14日、7月28日 - アメリカ軍が宇治山田市（現在の伊勢市）へ空襲（宇治山田空襲）。死者192人（7月28日）。
- 1945年（昭和20年）6月18日 - アメリカ軍が四日市市へ空襲（四日市空襲）。死者736人。市街地のほとんどが廃墟になる。
- 1945年（昭和20年）7月24日 - 7月28日 - アメリカ軍が津市へ空襲（津大空襲）。死者1,239人。旧市街や工場地帯が焼失。
- 1951年（昭和26年）9月1日 - 中部日本放送（略称CBC、現在のCBCラジオ）と新日本放送（略称NJB、後の毎日放送。現在のMBSラジオ）が本放送を開始。三重県で民間放送によるラジオの聴取が始まる。
- 1953年（昭和28年）10月 - ラジオ三重が設立、12月にコールサインJOXR、略称RMC、周波数860kc（kHzと同義）・出力1kWで津市から本放送を開始。
- 1954年（昭和29年）3月1日 - NHK名古屋放送局とNHK大阪放送局がテレビ放送を開始。三重県北中部でテレビの視聴が始まる。
- 1955年（昭和30年）- 三重県立四日市高等学校が第37回全国高等学校野球選手権大会で初出場初優勝。
- 1956年（昭和31年）12月1日 - 中部日本放送テレビ（現在のCBCテレビ）と大阪テレビ放送（略称OTV、現在の朝日放送テレビ）が本放送を開始。三重県北中部で民間放送によるテレビの視聴が始まる。
- 1957年（昭和32年）11月 - ラジオ三重が 近畿東海放送（略称KTB）に社名変更。
- 1959年（昭和34年）4月29日 - 御在所ロープウェイが開業。
- 1959年（昭和34年）7月15日 - 紀勢本線が全通。
- 1959年（昭和34年）11月20日 - 近畿東海放送が岐阜県のラジオ東海（略称RTC）と合併し、名古屋市に東海ラジオ放送を設立。
- 1959年（昭和34年）9月26日 - 伊勢湾台風が襲来して甚大な被害を被る。
- 1960年（昭和35年）3月 - 東海ラジオ放送の津放送局が閉局。
- 1960年（昭和35年） - 四日市コンビナートが排出した亜硫酸ガスによる大気汚染で、四大公害病の一つ、四日市ぜんそくの被害が広がる。
- 1962年（昭和37年）9月 - 鈴鹿サーキットが開園。
- 1965年（昭和40年）3月1日 - 紀勢本線経由で名古屋駅 - 天王寺駅間に特急「くろしお」が運転開始。
- 1965年（昭和40年）12月16日 - 三重県初の自動車専用道路として名阪国道が開通。
- 1966年（昭和41年）3月 - ナガシマスパーランドが開園。
- 1969年（昭和44年）11月3日 - 三重テレビ放送が放送を開始。
- 1970年（昭和45年）4月6日  - NHK津放送局がFMラジオ放送（呼出符号JONP-FM）を開始。
- 1970年（昭和45年）4月17日 - 四日市IC - 亀山IC間が日本道路公団（現 中日本高速道路）が管理する一般有料道路の国道1号東名阪道路として開通する。
- 1971年（昭和46年）9月9日〜9月10日 - 県南部で集中豪雨が発生。42人が死亡。
- 1973年（昭和48年）4月1日 - 東名阪道路が三重県初の高速自動車国道である東名阪自動車道となった。
- 1973年（昭和48年）4月2日 - NHK津放送局が三重県域のテレビ放送を開始。
- 1985年（昭和60年）6月1日 - FM三重が放送を開始。
- 1987年（昭和62年）4月1日 - 国鉄分割民営化により関西本線の亀山駅 - 島ヶ原駅が西日本旅客鉄道。亀山駅 - 長島駅、紀勢本線の亀山駅 - 鵜殿駅、参宮線、名松線 が東海旅客鉄道となる。
- 1994年（平成6年）4月22日 - 志摩スペイン村が開園。雪が降る。四日市市では、最深積雪53cmを記録した。
- 1998年（平成10年）7月12日 - なばなの里が開園。
- 2000年（平成12年）6月 - 滋賀県、福井県、岐阜県とともに日本まんなか共和国を設立。
- 2000年（平成12年）11月1日 - 四日市市が特例市へ移行。
- 2003年（平成15年）12月1日 - いなべ市が発足（県内で初の平成の大合併） 。
- 2004年（平成16年）7月7日 - ユネスコ世界遺産に「紀伊山地の霊場と参詣道」が登録される。
- 2004年（平成16年）9月29日 - 台風21号による豪雨で、宮川村（今の大台町）で土石流災害が発生する。死者6人、行方不明者1人。（宮川豪雨）
- 2007年（平成19年）4月15日 - 三重県中部地震が発生し、亀山市や鈴鹿市などで重軽傷者12人。
- 2009年（平成21年）10月8日 - 台風18号による豪雨で東海旅客鉄道（JR東海）名松線の家城駅 - 伊勢奥津駅間の約40箇所で土砂崩れや路盤流出が発生し、バスで代行運転となる
- 2009年（平成21年）11月13日 - マルエーフェリーの「ありあけ」が熊野灘で座礁。
- 2010年（平成22年）6月28日 - 伊勢自動車道の津IC - 伊勢ICと紀勢自動車道の全線で高速道路の無料化社会実験が始まる。
- 2010年（平成22年）10月1日 - 伊勢湾フェリーが三重県・愛知県・鳥羽市・田原市の2県2市から支援を受けて廃止を免れ、新体制での事業を開始。
- 2011年（平成23年）4月 - 鈴木英敬が全国最年少で知事に就任。
- 2011年（平成23年）6月19日 - 伊勢自動車道の津IC - 伊勢ICと紀勢自動車道の全線で行われていた無料化社会実験が終わる。
- 2011年（平成23年）9月5日 - 平成23年台風第12号が襲来し、東紀州が被災。
- 2012年（平成24年）7月9日 - 鳥羽港改修工事について公開した公文書について県の組織ぐるみでの改竄が明らかとなる[16]。
- 2016年（平成28年）5月26日・27日 - 三重県南部地域の志摩市の賢島で第42回先進国首脳会議「伊勢志摩サミット」を開催[17][18][19]。
- 2017年（平成29年）4月21日（〜5月9日まで19日間） - 三重県営サンアリーナとその周辺で第27回全国菓子大博覧会「お伊勢さん菓子博2017」を開催。
- 2018年（平成30年）8月1日（総合開会式） - 三重県を主とした東海地区で平成30年度全国高等学校総合体育大会「2018 彩る感動 東海総体」を開催。
- 2019年（平成31年）4月17日から19日 - 天皇皇后が「神宮に親謁の儀」に臨むため伊勢市と志摩市を訪問。在位中最後の行幸啓。
- 2021年（令和03年）8月26日 - 当所9月25日から10月5日に開催予定だった国民体育大会「三重とこわか国体」、10月23日から25日に開催予定だった全国障害者スポーツ大会「三重とこわか大会」の中止が決定。（詳細は「#スポーツ」を参照）

### 三重県の名称の由来
かつて県庁が置かれていた四日市市(当時は四日市町)が所属していた三重郡に由来する。
ヤマトタケルが東方遠征を終えて尾津前（尾津浜）（桑名市）から能褒野（亀山市）へ向かう途中の三重郡（四日市市）で、『古事記』に「『吾が足は三重の勾がりの如くして甚だ疲れたり』とのりたまいき。故、其地を號けて三重と謂ふ」とあることに由来するとされている。

## 人口
170万人程度の総人口でありながら、人口30万人以上が1市（四日市市）、人口20万人以上が1市（津市）、10万人台が4市、5万人以上10万人未満が2市存在し、特定の都市圏に人口が集中していない（県内にプライメイトシティが存在しない）。ただし所在するのはいずれも県北部・中部であり、紀伊山地が大半を占める南部には人口2万人以上の自治体が存在しない。増減率も北部・中部は微減に留まっているのに対し、交通の利便性が悪い南部は減少が激しい。
最大都市である四日市市は施行時特例市に指定されている。一方で、県内には政令指定都市・中核市が存在しない。政令指定都市・中核市がない県は本県と徳島県、佐賀県のみである。

三重県市町村人口増減率分布図（2005年度と2010年度国勢調査から算出）
増加
10.0 % 以上
7.5 - 9.99 %
5.0 - 7.49 %
2.5 - 4.99 %
0.0 - 2.49 %
減少
0.0 - 2.5 %
2.5 - 5.0 %
5.0 - 7.5 %
7.5 - 10.0 %
10.0 % 以上

| 増加 10.0 % 以上 7.5 - 9.99 % 5.0 - 7.49 % 2.5 - 4.99 % 0.0 - 2.49 % | 減少 0.0 - 2.5 % 2.5 - 5.0 % 5.0 - 7.5 % 7.5 - 10.0 % 10.0 % 以上 |

| 三重県（に相当する地域）の人口の推移 \| 1970年（昭和45年） \| 1,543,083人 \| \| \| 1975年（昭和50年） \| 1,626,002人 \| \| \| 1980年（昭和55年） \| 1,686,936人 \| \| \| 1985年（昭和60年） \| 1,747,311人 \| \| \| 1990年（平成2年） \| 1,792,514人 \| \| \| 1995年（平成7年） \| 1,841,358人 \| \| \| 2000年（平成12年） \| 1,857,339人 \| \| \| 2005年（平成17年） \| 1,866,963人 \| \| \| 2010年（平成22年） \| 1,854,724人 \| \| \| 2015年（平成27年） \| 1,815,865人 \| \| \| 2020年（令和2年） \| 1,770,254人 \| \| |             |  |
| 総務省統計局 国勢調査より |             |  |
| 1970年（昭和45年） | 1,543,083人 |  |
| 1975年（昭和50年） | 1,626,002人 |  |
| 1980年（昭和55年） | 1,686,936人 |  |
| 1985年（昭和60年） | 1,747,311人 |  |
| 1990年（平成2年） | 1,792,514人 |  |
| 1995年（平成7年） | 1,841,358人 |  |
| 2000年（平成12年） | 1,857,339人 |  |
| 2005年（平成17年） | 1,866,963人 |  |
| 2010年（平成22年） | 1,854,724人 |  |
| 2015年（平成27年） | 1,815,865人 |  |
| 2020年（令和2年） | 1,770,254人 |  |

### 都市

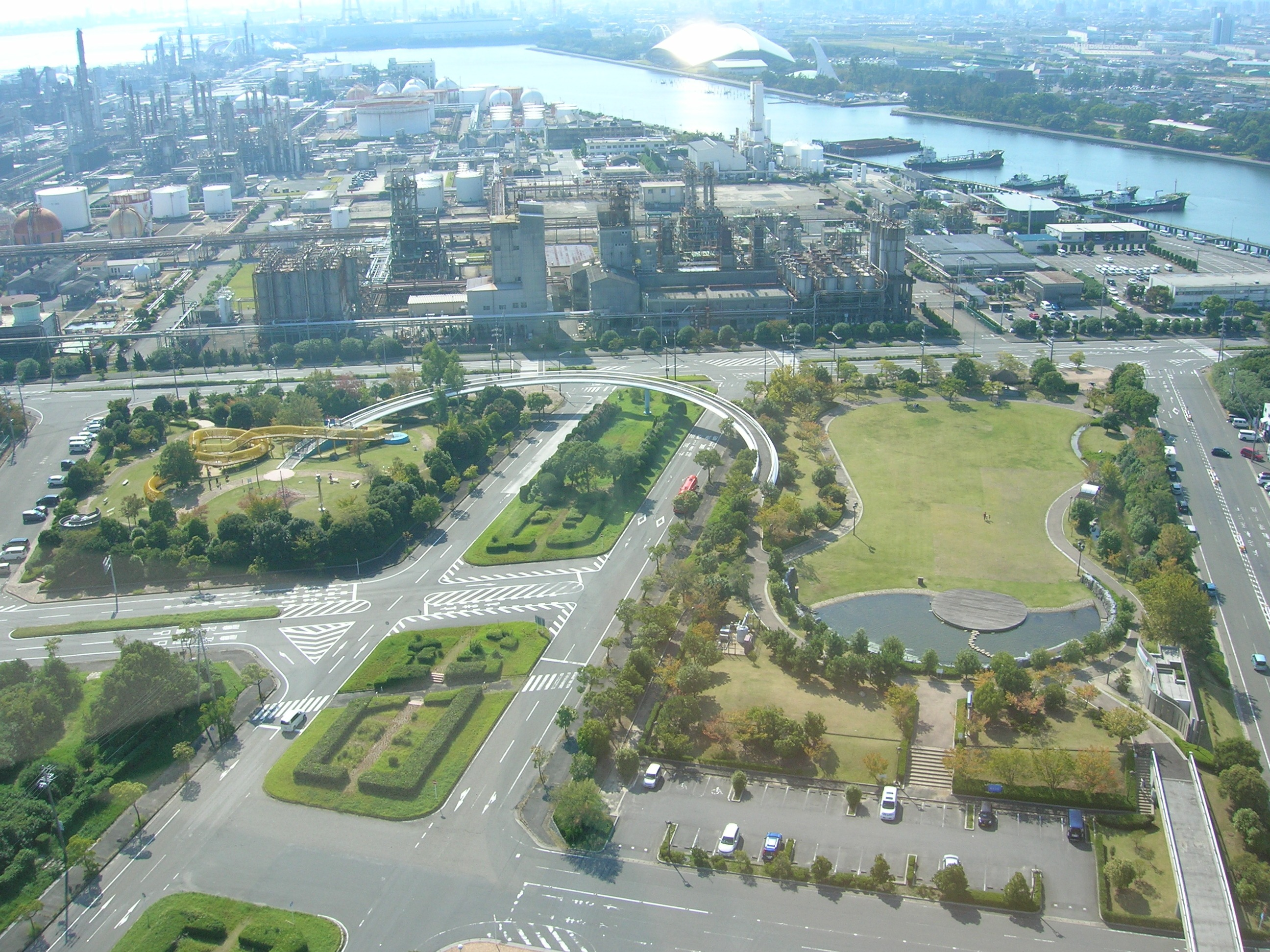
四日市市（施行時特例市）
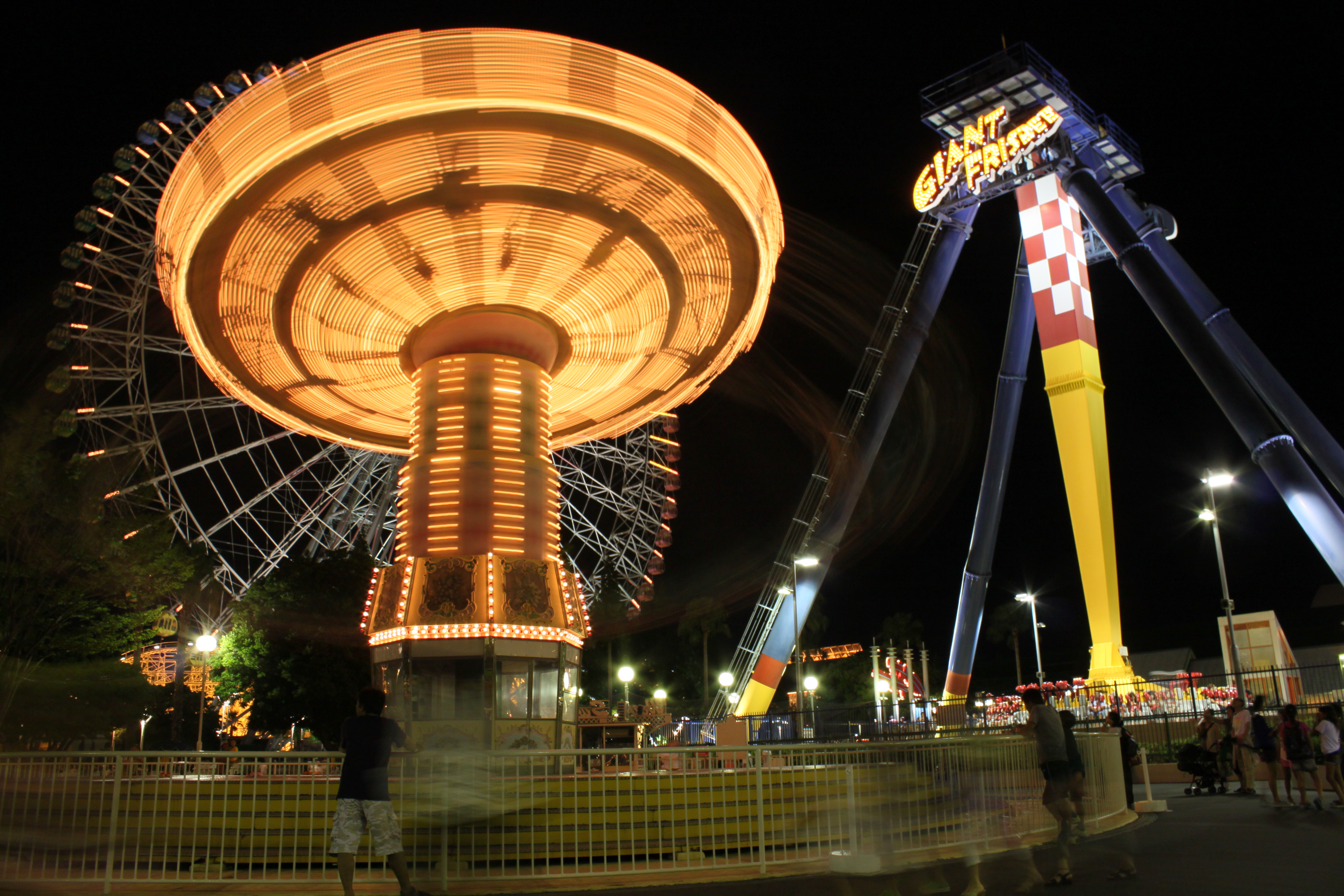
桑名市
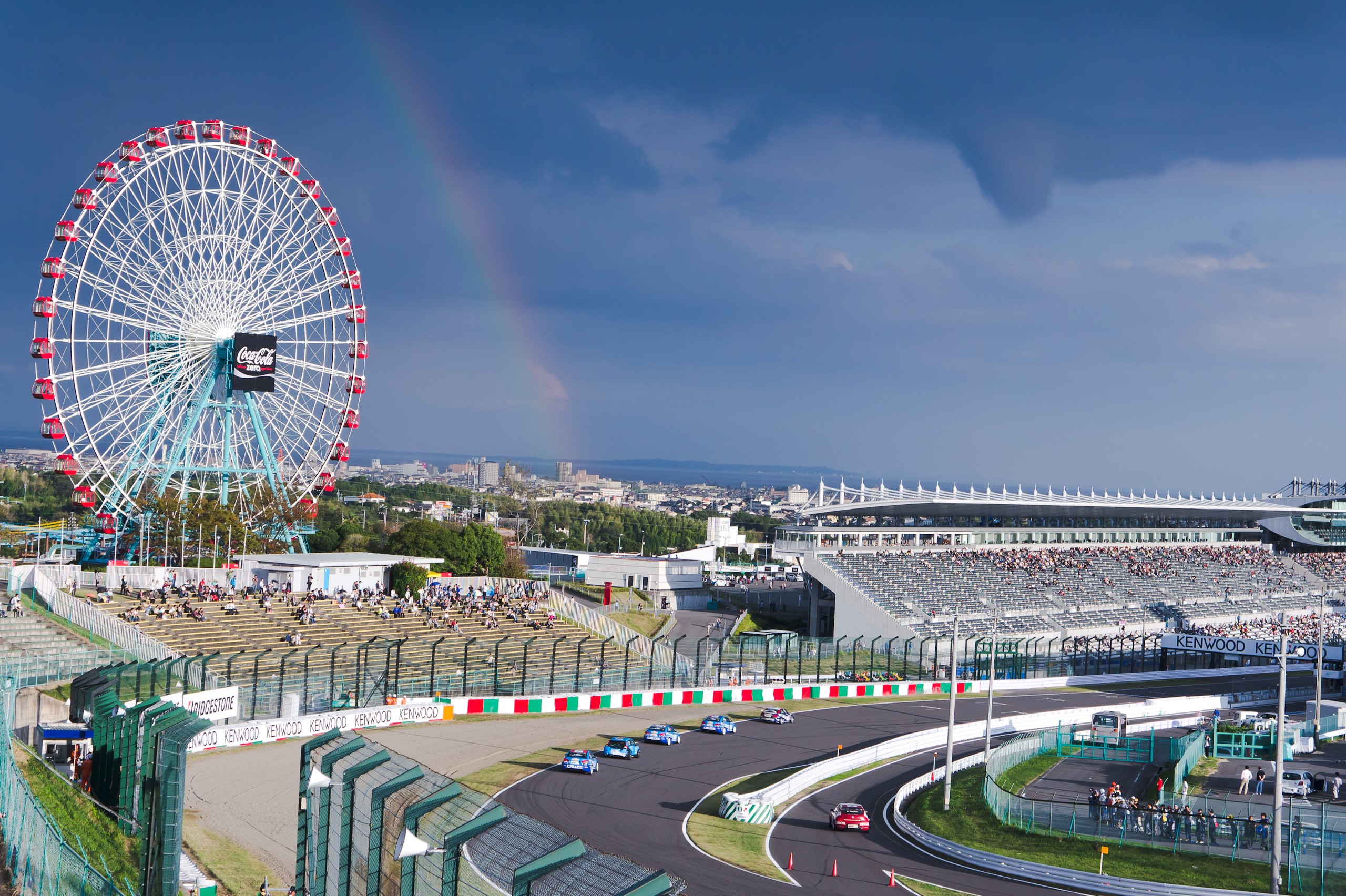
鈴鹿市
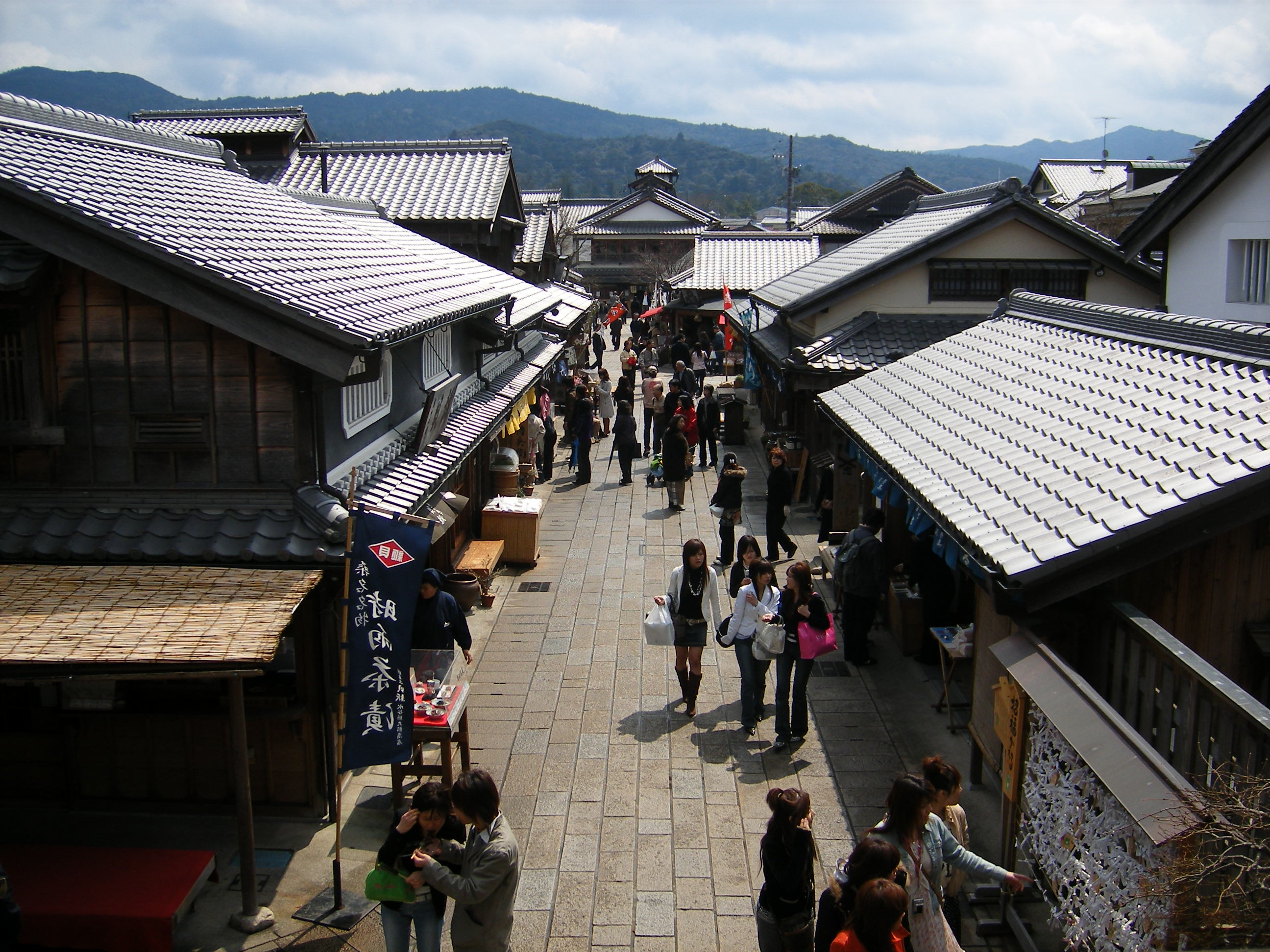
伊勢市
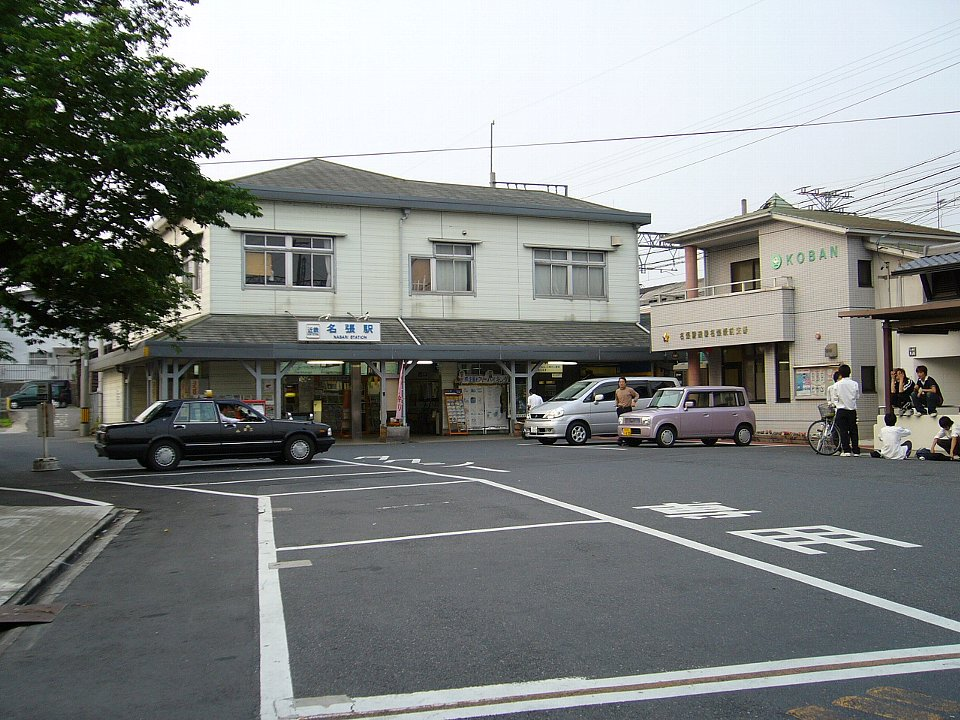
名張市

三重県内 市別人口ランキング
| 1                 | 四日市市 | 北勢 | 310,283人 | 6  | 伊勢市 | 南勢 | 123,499人 |
| 2                 | 津市     | 中勢 | 274,741人 | 7  | 伊賀市 | 伊賀 | 88,895人  |
| 3                 | 鈴鹿市   | 北勢 | 197,871人 | 8  | 名張市 | 伊賀 | 77,022人  |
| 4                 | 松阪市   | 中勢 | 157,200人 | 9  | 亀山市 | 北勢 | 49,425人  |
| 5                 | 桑名市   | 北勢 | 141,045人 | 10 | 志摩市 | 南勢 | 47,676人  |
| 2021年 8～9月現在 |          |      |           |    |        |      |           |

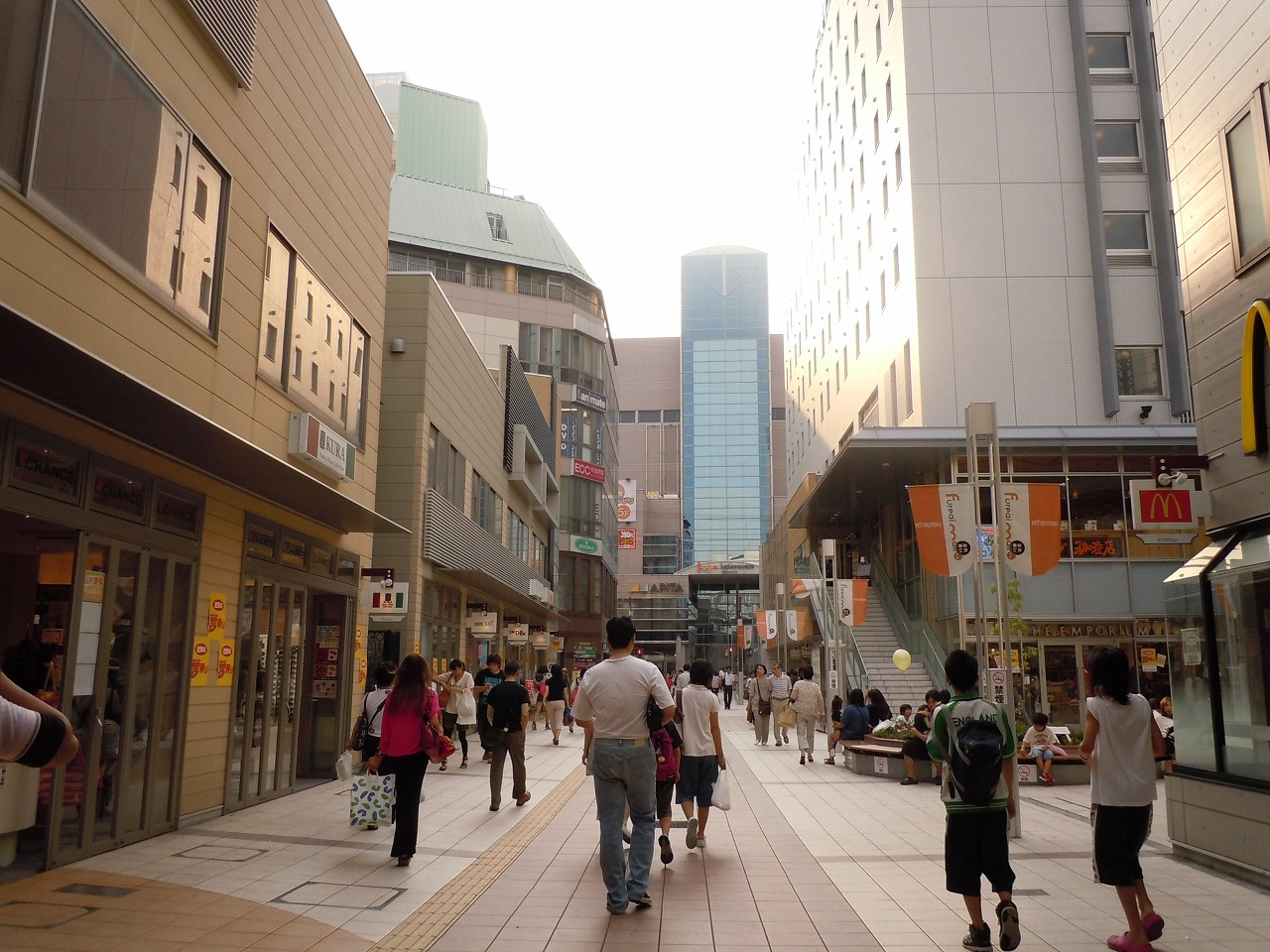
1.四日市市（施行時特例市）
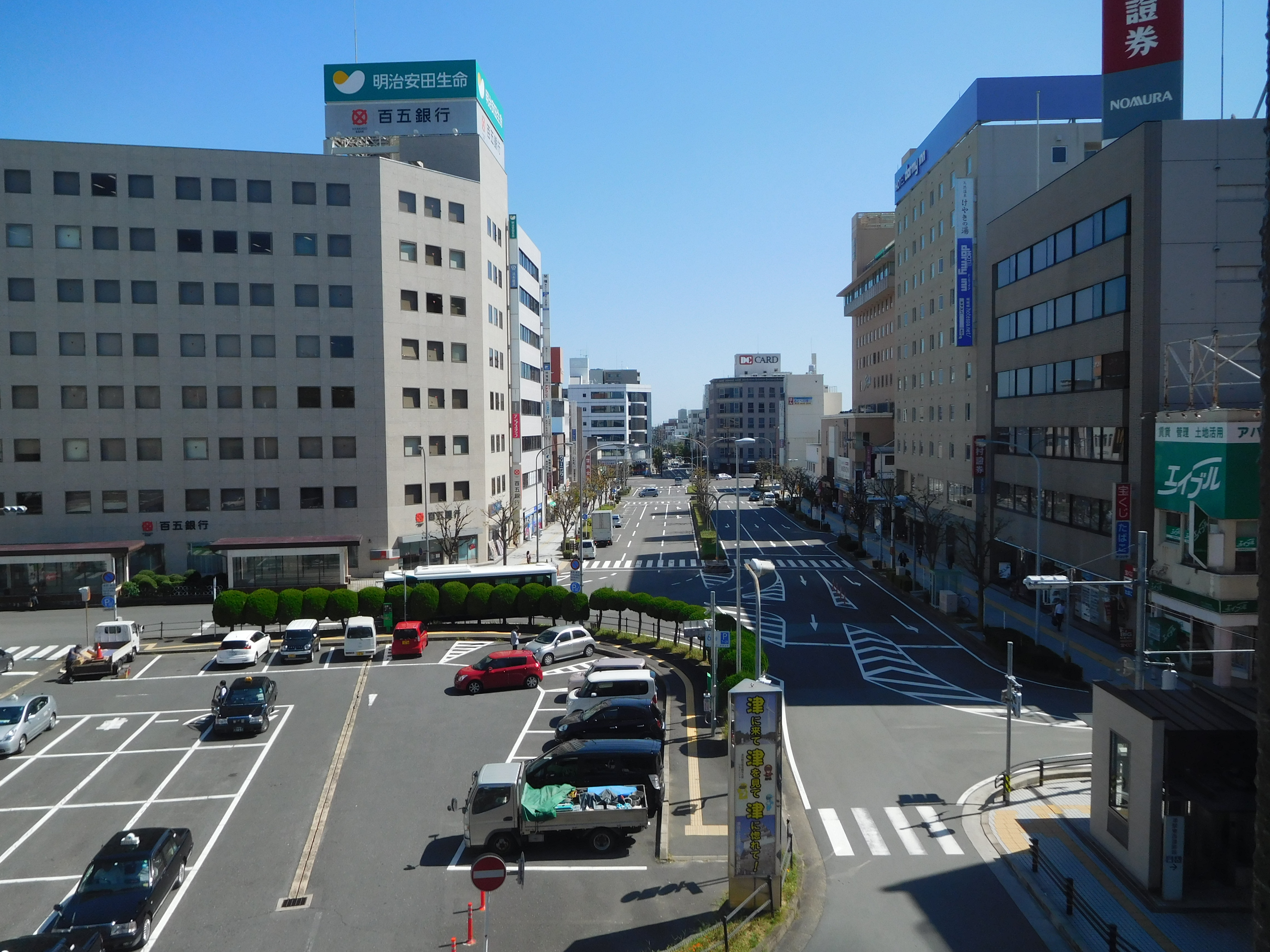
2.津市
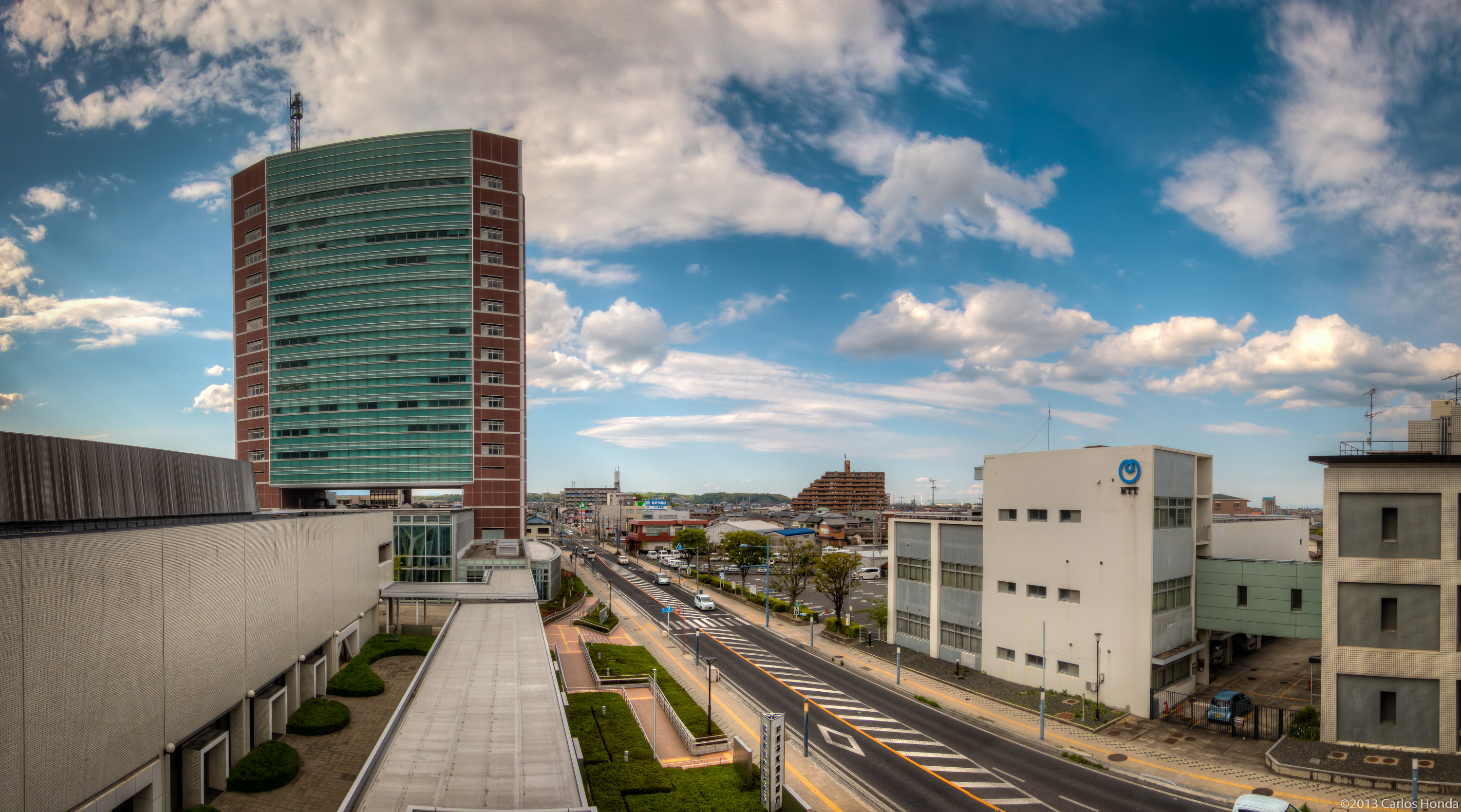
3.鈴鹿市
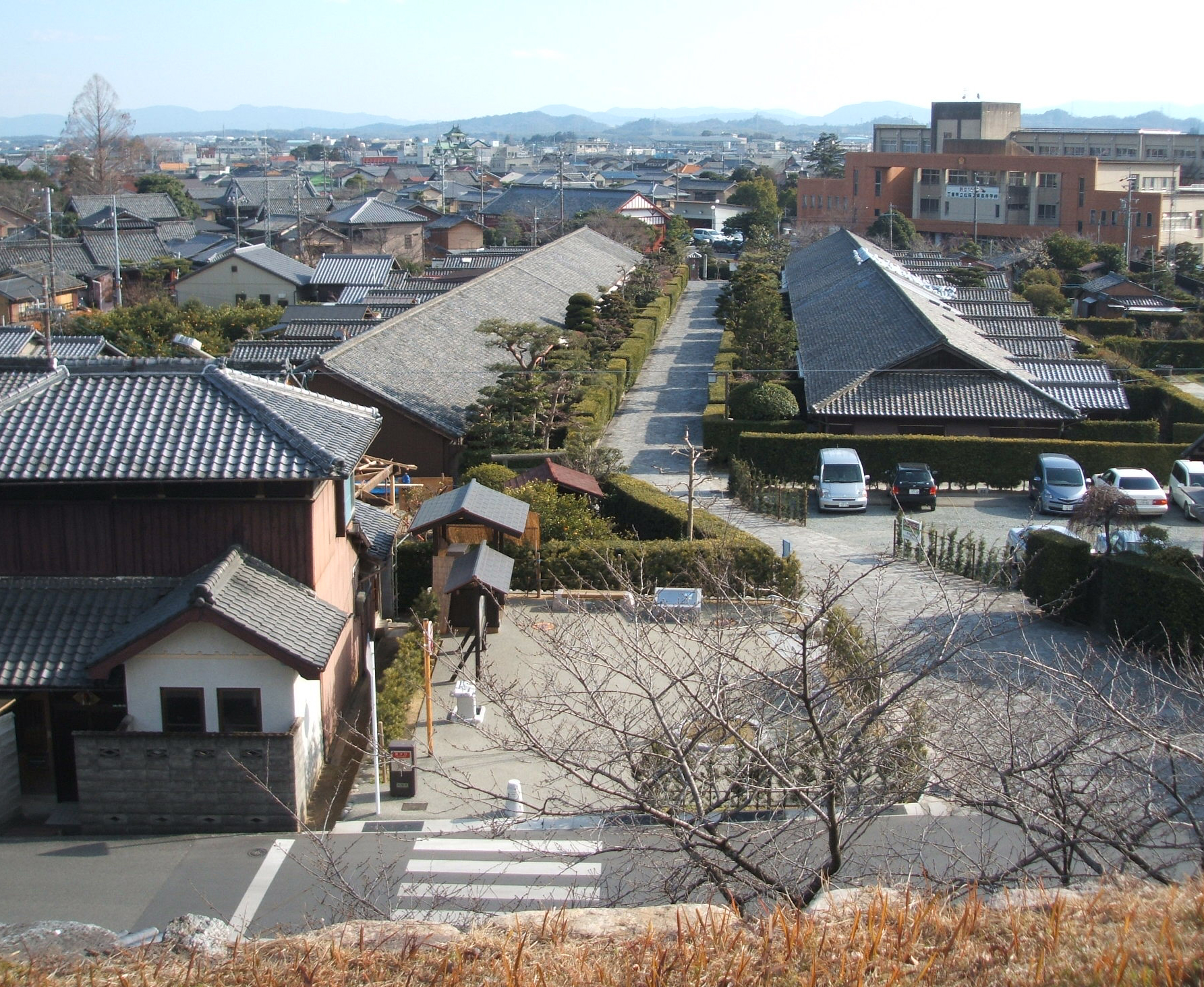
4.松阪市
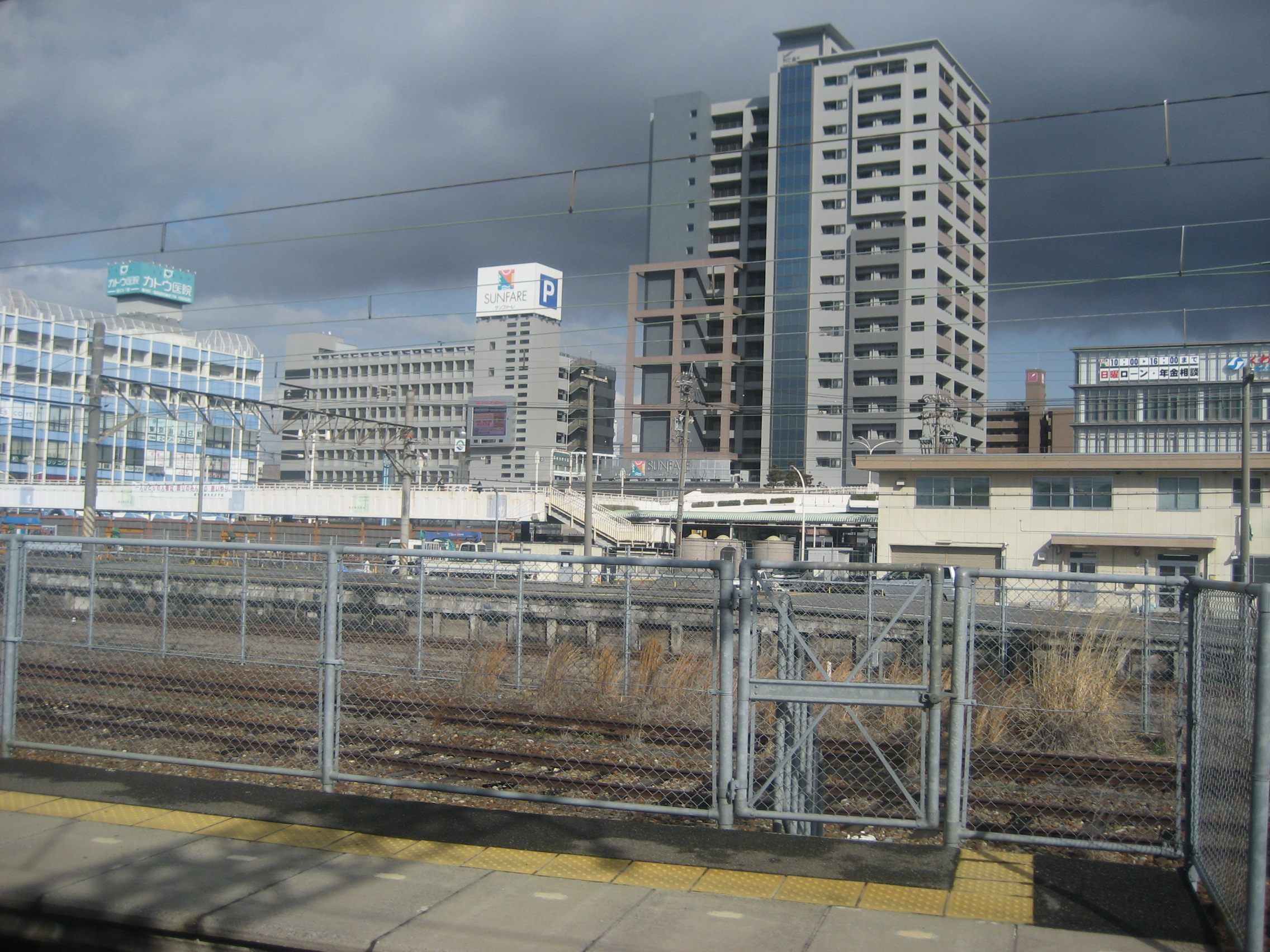
5.桑名市
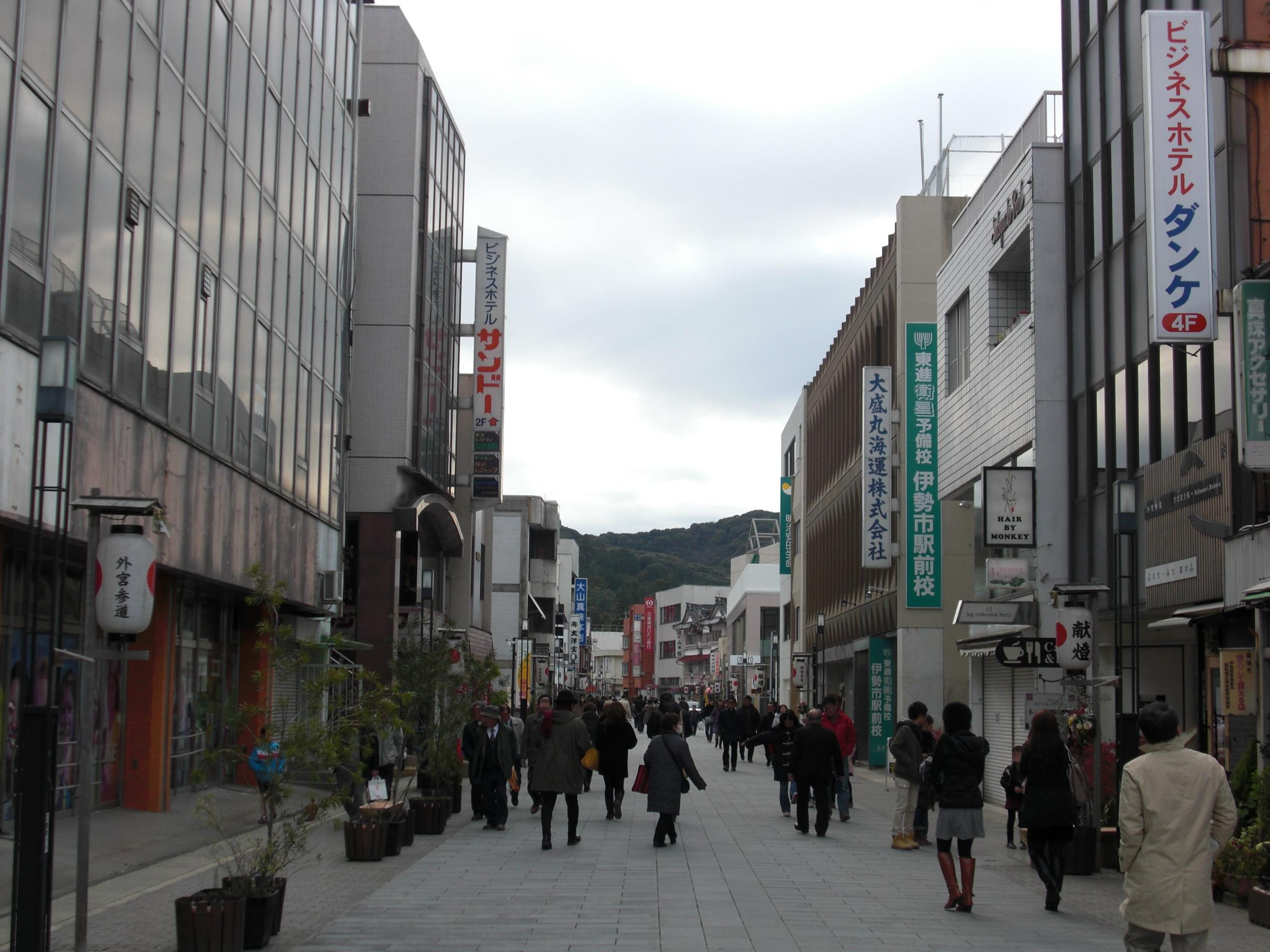
6.伊勢市
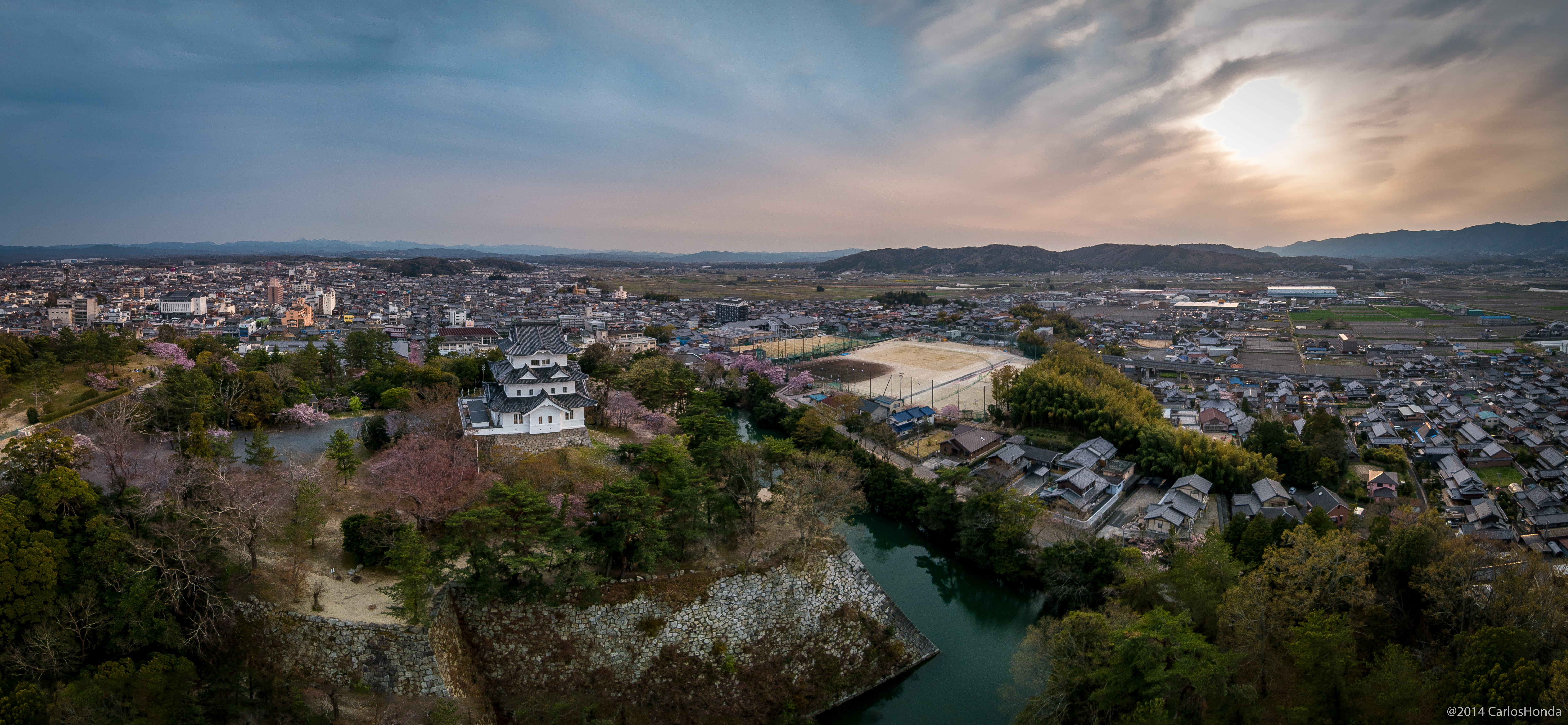
7.伊賀市
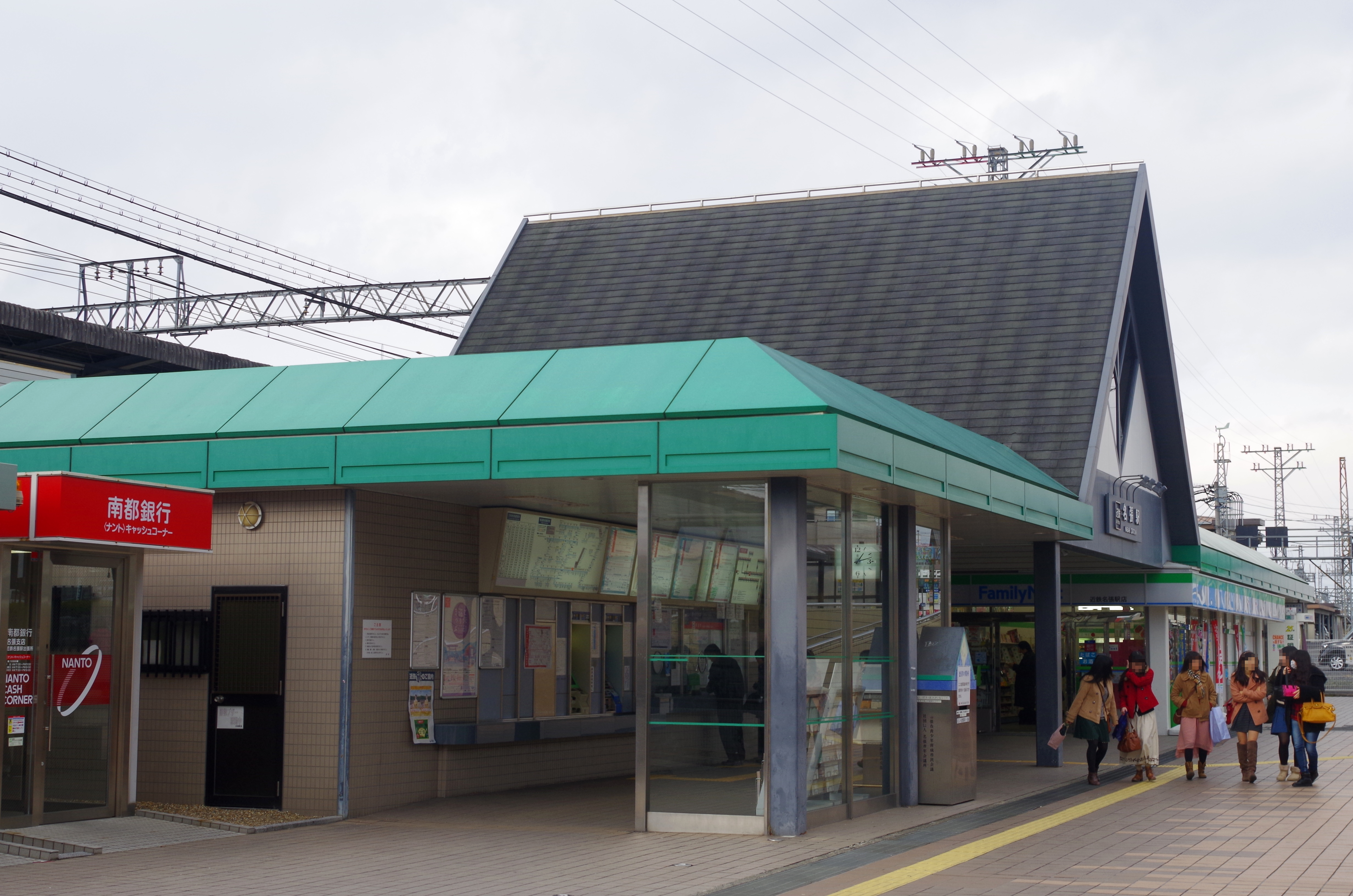
8.名張市
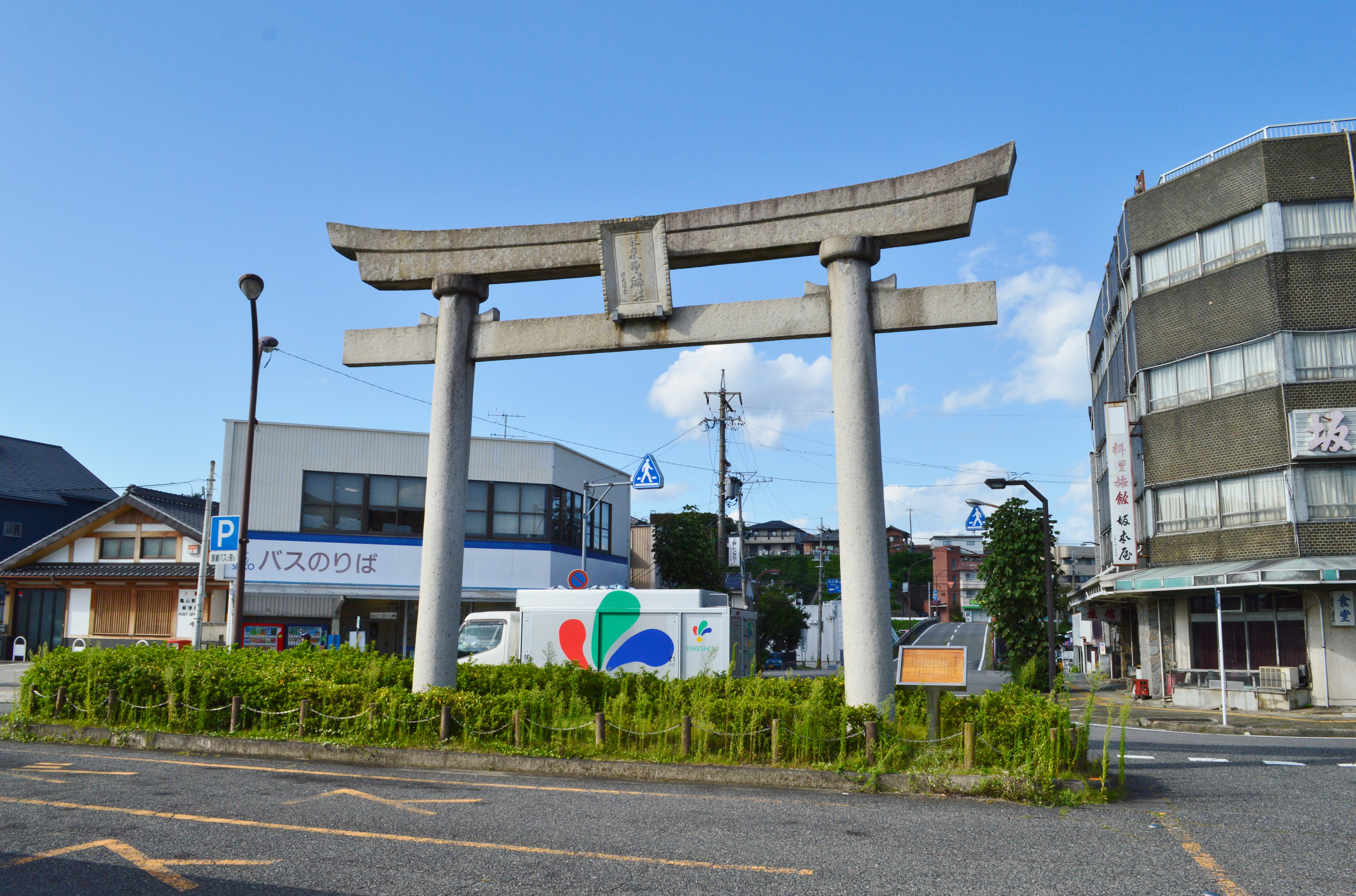
9.亀山市
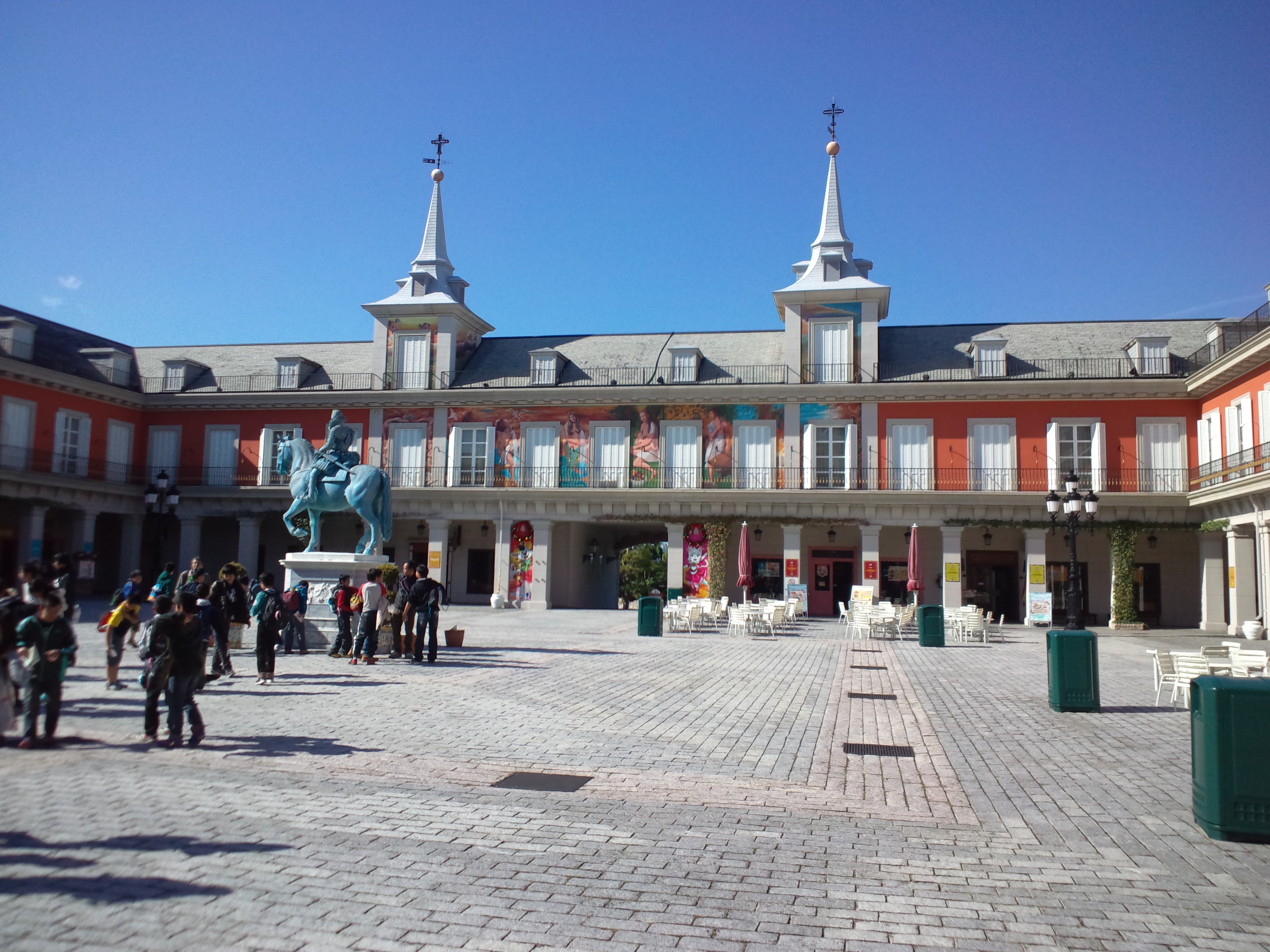
10.志摩市

三重県内市別人口密度ランキング（2016年（平成28年）現在）
1. 四日市市（1,510人/km2）
2. 桑名市（1,030人/km2）
3. 鈴鹿市（1,010人/km2）
4. 伊勢市（610人/km2）
5. 名張市（604人/km2）

- 四日市市（施行時特例市）
- 桑名市
- 鈴鹿市
- 伊勢市
- 名張市

### 三重県人口動態
2024年現在約171万人となっている。現在の人口は1982年(昭和57年)とほぼ同じ水準である。三重県の人口は1960年時点では149万人程度であったが2005年の国勢調査187万人まで増加を続けていたが現在は減少が続いている。中京圏・関西圏のアクセスが良く桑名市や名張市ではベットタウンの役割を果たして発展していたが、近年の都心回帰により人口減少が年々大きくなっている。
| 実施年 | 人口（人） | 増減人口（人） | 人口増減率(%) | 国内増減率(%) | 増加率全国順位 |
| ------ | ---------- | -------------- | ------------- | ------------- | -------------- |
| 1960年 | 1,485,054  | -              | -             | -             | -              |
| 1965年 | 1,514,467  | 29,413         | 1.98          | 5.20          | 16位           |
| 1970年 | 1,543,083  | 28,616         | 1.89          | 5.54          | 20位           |
| 1975年 | 1,626,002  | 82,919         | 5.37          | 7.92          | 22位           |
| 1980年 | 1,686,936  | 60,934         | 3.75          | 4.57          | 21位           |
| 1985年 | 1,747,311  | 60,375         | 3.58          | 3.40          | 14位           |
| 1990年 | 1,792,514  | 45,203         | 2.59          | 2.12          | 12位           |
| 1995年 | 1,841,358  | 48,844         | 2.72          | 1.58          | 10位           |
| 2000年 | 1,857,339  | 15,981         | 0.87          | 1.08          | 15位           |
| 2005年 | 1,866,963  | 9,624          | 0.52          | 0.66          | 12位           |
| 2010年 | 1,854,724  | 12,239         | 0.66          | 0.23          | 18位           |
| 2015年 | 1,815,865  | 38,859         | 2.10          | 0.75          | 23位           |
| 2020年 | 1,770,254  | 45,611         | 2.51          | 0.75          | 21位           |

## 政治

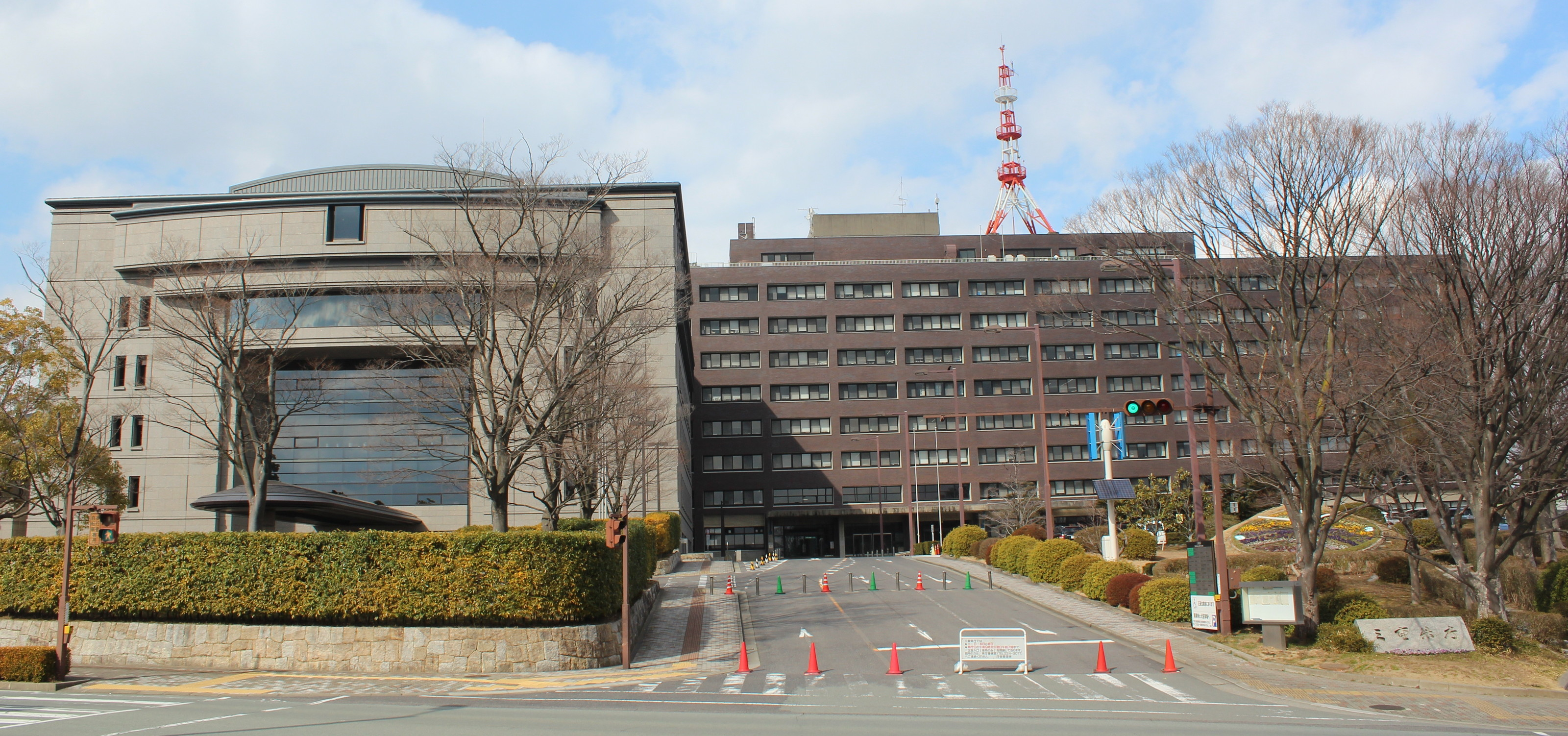
三重県議会議事堂（左）と三重県庁舎

### 県知事
- 知事 - 一見勝之（公選第7代。現在1期目。2021年（令和3年）9月14日就任[20]。任期満了日：2025年（令和7年）9月11日）

歴代知事については「三重県知事一覧」を参照のこと。

### 議会
現議員任期：2023年（令和5年）4月30日から2027年（令和9年）4月29日

### 財政
| 年度     | 歳入額(単位:百万円) 一般会計と特別会計合算 | 財政力指数 | 経常収支比率 | 実質公社債比率 | 将来負担比率 | ラスパイレス指数 | 起債制限比率 |
| -------- | ------------------------------------------ | ---------- | ------------ | -------------- | ------------ | ---------------- | ------------ |
| 平成27年 | 962,275                                    | 0.57544    | 97.9         | 14.4           | 184.7        | 100.9            | 未公表       |
| 平成26年 | 903,389                                    | 0.56076    | 95.8         | 14.7           | 189.3        | 101.8            | 未公表       |
| 平成25年 | 922,491                                    | 0.55413    | 96.1         | 14.6           | 194.8        | 98.3             | 未公表       |
| 平成24年 | 870,096                                    | 0.48486    | 93.7         | 18.4           | 209.8        | 95.0             | 未公表       |
| 平成23年 | 859,050                                    | 0.49305    | 93.6         | 19.7           | 218.5        | 94.5             | 未公表       |
| 平成22年 | 918,712                                    | 0.52140    | 93.6         | 19.6           | 227.8        | 92.8             | 未公表       |
| 平成21年 | 1,005,740                                  | 0.54865    | 98.9         | 19.1           | 251.8        | 95.7             | 未公表       |
| 平成20年 | 882,135                                    | 0.54638    | 99.1         | 17.6           | 249.8        | 99.4             | 未公表       |
| 平成19年 | 878,060                                    | 0.51345    | 98.4         | 16.1           | 未公表       | 99.3             | 13.5         |
| 平成18年 | 925,960                                    | 0.47663    | 91.9         | 14.4           | 未公表       | 99.3             | 12.1         |
| 平成17年 | 923,189                                    | 0.44358    | 88.6         | 13.0           | 未公表       | 99.4             | 11.1         |
| 平成16年 | 932,813                                    | 0.43425    | 86.1         | 未公表         | 未公表       | 99.5             | 9.8          |

- 財政力指数のグループ分類及びグループ内順位は『財政力指数 都道府県の指数の変遷』を参照のこと。
- （注）平成24年と25年については「国家公務員の給与の改定及び臨時特例に関する法律」（平成24年法律第2号）による措置が無いとした場合の値を採用した。
- 歳入額については三重の公式ホームページより引用
- その他の指標については総務省公式ホームページより引用

## 経済・産業

### 農業
- 伊勢茶 - 緑茶の栽培面積、生産量、生産額は、静岡県、鹿児島県に次いで全国第3位。『京都産』とされている抹茶は、実際には大半が三重県で生産されて、それを宇治市で製茶していることが多い。伊勢茶も、行政支援の対象製品として三重ブランドに認定されている。
- 米 - 伊勢平野を抱えており、米の栽培も盛んである。台風による被害を回避するため、早期栽培が主流となっており、コシヒカリの生産量は西日本一位[23][24]。コシヒカリの他、県ブランド米の「結びの神」である三重23号や、キヌヒカリ、みえのゆめ、あきたこまち、ミルキークイーンなどが作付けされている[23]。
- 蜜柑 - 東紀州では栽培が盛んである。

#### 畜産
- 松阪牛 - 松阪市近郊で生産される和牛。日本を代表する高級肉として有名。
- 伊賀牛 - 伊賀地方で生産される和牛。
- 加茂牛 - 鳥羽市加茂地区で生産される肉牛[25]。
- みえ豚 - 三重県内で生産される統一ブランドの豚[26][27][28]。
- 玉城豚 - 玉城町で生産される豚のうち、町内の店舗で販売される高品質豚[29]。
- 熊野地鶏 - 三重県在来種の八木戸とニューハンプシャー種（英語版）を交配したオスに名古屋コーチンのメスを掛け合わせた高級肉用鶏[30]。

#### 酪農
- 大内山牛乳 - 大紀町（旧大内山村）を中心に三重県内広域で生産[31]。

#### 水産業
- 真珠 - 飛鳥・奈良時代は鮑玉（あわびだま : アワビにできる天然真珠）と阿古屋貝の真珠。昭和になり阿古屋貝の真円真珠養殖が有名になる。
- 伊勢えび
- アワビ - 万葉集にも登場。
- カツオ - 奈良時代に遡ることができる。
- 小女子（こおなご） - 津市の白塚町や河芸町で盛んだったが、2016年以降禁漁が続いている。
- トラフグ - あのりふぐ
- 青のり - 主な生産地は英虞湾、的矢湾、伊勢湾など。
- ヒジキ - 主な生産地は志摩半島。加工は伊勢市など。伊勢ヒジキなどの名称で販売され、三重ブランドとして行政支援の対象になっている。
- カキ - 主な生産地は英虞湾、的矢湾、鳥羽湾など。的矢かき、浦村かき、渡利かきがブランド化している。
- マンボウ - 主な生産地は東紀州。
- 養殖マグロ - 生産地は南伊勢町で、伊勢まぐろ、灘まぐろ、三重まぐろの3ブランドがある[32]。

#### 林業
三重県には製材工場が218工場あり、岐阜県に次ぎ日本で2番目に多い（2016年、木材統計）。
- 檜 - 主に東紀州地域
- 杉 - 主に奥伊勢地域

### 工業
- 中京工業地帯に位置しており、都道府県別工業製品出荷額9位[34]。男性の42%が製造業の従事者である。都道府県別のジェンダーギャップ指数ランキングでは3年連続の最下位レベルの46位である。[35]
- 四日市コンビナート -三重県経済を支える拠点である。
- 本田技研工業鈴鹿製作所（鈴鹿市）、トヨタ車体（いなべ市）を中心に、輸送用機器の製造品出荷額が最も多い。
- 津市のジャパン マリンユナイテッドは造船を中心に、JFEエンジニアリングは横浜ベイブリッジや本四連絡橋,地元青山高原の風車群など、数々の鉄鋼製品を出荷している。
- 2000年以降、東芝（四日市市）、富士通（桑名市）の半導体工場、シャープの液晶工場（亀山市、多気町）に大規模投資が行われ、電子デバイス関連の製造品出荷額が急伸している。三重県も三重クリスタルバレー構想・三重シリコンバレー構想を掲げ、行政面から工場誘致を進めている。
- 大阪市と名古屋市の中間に位置し、名阪国道が通っている伊賀地方北部には、企業の生産拠点・物流拠点としての工場と工業団地が点在している。

#### 工場を置く主要企業
- 愛知機械工業（松阪市）
- 旭化成（鈴鹿市）
- 味の素（四日市市） - 敷地内にバードサンクチュアリを開設している
  - 味の素AGF（鈴鹿市） - 子会社のAGF鈴鹿
  - 味の素食品（四日市市） - 旧クノール食品
- ADEKA（東員町）
- 伊賀越（伊賀市）
- 石原産業（四日市市）
- 井村屋グループ（津市）
- ヴァーレ・ジャパン（松阪市） - 旧 インコ東京ニッケル
- エクセディ（伊賀市）
- NTN（桑名市、松阪市、東員町）
  - NTNアドバンスマテリアルズ（亀山市）
- オムロン ヘルスケア（松阪市）
- おやつカンパニー（津市）
- カメヤマ（亀山市、津市） - カメヤマローソク創業の地、現本社機能は大阪に移転
- カヤバシステムマシナリー（津市）
- カワキタエクスプレス（亀山市）
- きもと（いなべ市）
- 京セラ（伊勢市）
- 京セラドキュメントソリューションズ（玉城町） - 旧 京セラミタ（三田工業）
- 神戸製鋼所（いなべ市）
- コスモ石油（四日市市）
- サラヤ（熊野市）
- 日本サンガリアベバレッジカンパニー（伊賀市）
- サンジルシ醸造（桑名市） - ヤマサ醤油グループ
- JSR（四日市市）
- JFEエンジニアリング（津市）
- ジェイテクト（亀山市） - 伊賀市に自社試験場
- シャープ（亀山市、多気町） - 液晶パネルの主力工場。「亀山産」「亀山ブランド」を強調した宣伝を行い話題になった。
- 昭和四日市石油（四日市市） - 旧昭和シェル石油グループ。2019年（令和元年）7月事業統合、出光興産グループへ
- シンフォニア テクノロジー（伊勢市、鳥羽市）
- 住友金属鉱山シポレックス（亀山市）
- 住友電装（四日市市、鈴鹿市、津市、亀山市）
- 住友ファーマ（鈴鹿市）
- セントラル硝子（松阪市）
- DIC（四日市市）
- 太平洋セメント（いなべ市）
- 大陽日酸（伊賀市） - ジャパンファインプロダクツ工場
- 宝酒造（四日市市）
  - タカラバイオ（四日市市）
- DMG森精機（伊賀市）
- 中外医薬生産（伊賀市）
- チョーヤ梅酒（伊賀市）
- デンソー（いなべ市）
- トーア紡コーポレーション（四日市市）
- TOYO TIRE（東員町） - 工場名は桑名工場
- 東洋紡（四日市市）
- 東芝（朝日町）
  - キオクシア（四日市市） - 2017年4月東芝から分社化、2019年10月社名変更
- 常盤薬品工業（伊賀市）
- 凸版印刷（亀山市、津市、松阪市）
- トヨタ車体（いなべ市）
- 日本板硝子（四日市市）
- 日本ハム食品（木曽岬町）
- ノーベル製菓（名張市） - 本社のある大阪から工場機能を移転
- はごろもフーズ（木曽岬町） - 旧マルアイ、2017年、はごろもフーズに吸収合併
- パナソニック - 旧パナソニック電工の工場が多くあったが、2012年に事業再編された
  - パナソニック インダストリー（四日市市、玉城町）
  - ライフソリューションズ電材三重（津市、紀宝町、大紀町）
  - ライティングシステムズ（伊賀市） - 同社製LEDシーリング照明の主力工場
- 浜乙女（東員町）
- 日立金属（桑名市）
- フジクラ（鈴鹿市）
- 富士通（桑名市）
- 富士電機（四日市市、鈴鹿市）
- 富士フイルムマニュファクチャリング（鈴鹿市）
- ブリヂストンサイクル（伊賀市）
- プリマハム（伊賀市）
- 古河電工（亀山市）
- 北越コーポレーション（紀宝町） - 旧紀州製紙、2011年北越製紙に吸収合併
- 本田技研工業（鈴鹿市）
  - ホンダオートボディー（四日市市） - 八千代工業四日市製作所を分社化
- マスヤ（伊勢市）
- 三菱ケミカル（四日市市）
- 三菱重工業名古屋冷熱製作所（松阪市）
- 宮崎本店（四日市市）
- 御幸毛織（四日市市）
- ミルボン（伊賀市）
- 美和ロック（伊勢市、玉城町）
- メロディアン（伊賀市）
- 八千代工業（鈴鹿市、亀山市）
- ヤマザキマザック（桑名市、いなべ市）
- ヤマモリ（桑名市、松阪市）
- 横浜ゴム（伊勢市）
- LIXIL（旧INAX：伊賀市・旧トステム：津市、名張市）
- ロート製薬（伊賀市）
- UL Japan（伊勢市）

## 生活・交通

### 警察
- 三重県警察
  - 自動車登録番号標（ナンバープレート）の地名表記は、県内全域は「三重」ナンバーである。
  - ご当地ナンバーとして2006年度からの「鈴鹿」ナンバー（鈴鹿市および亀山市）と、2020年度からの第3弾募集分で「四日市」ナンバーと「伊勢志摩」ナンバー（伊勢市、鳥羽市、志摩市、明和町、玉城町、度会町、南伊勢町）が新たに加わった。伊勢志摩ナンバーは2016年に第42回先進国首脳会議（伊勢志摩サミット）が行われたのを契機に県が国土交通省に要望を行った。

### 電力
本県のほとんどが中部電力パワーグリッドの供給区域であるが、熊野市の一部(須野町、甫母町、二木島里町、二木島町、遊木町、新鹿町、波田須町、磯崎町、大泊町を除く）と、南牟婁郡の御浜町と紀宝町は関西電力送配電の供給区域である。

### 都市ガス
桑名市、東員町、いなべ市、朝日町、川越町、四日市市、鈴鹿市、亀山市、津市、松阪市、伊勢市の市街地は東邦ガスネットワーク、名張市と伊賀市青山地区と志摩スペイン村では大阪ガスグループの名張近鉄ガス、伊賀市（青山地区以外）では上野都市ガスが供給している。

### インターネット
ケーブルテレビによるブロードバンドネットワークを、日本国内では最も早く県全ての市町村に普及させた。
インターネット普及以前にも、1994年4月に開局した県営のパソコン通信「Mieネット」（三重県行政情報提供システム）があり、大手のニフティへも市内料金でゲートウエイのパソコン通信ができたが、2000年問題に伴い廃止された。

### 交通

#### 交通史
律令時代の五畿七道では、伊勢国と志摩国と伊賀国は東海道として、紀伊国は南海道として区分された。江戸時代には、日永追分（四日市郊外）で東海道と伊勢街道が分岐した。
鉄道
1889年までに建設された東海道本線は、もともと中山道幹線として建設が進められていたものを途中で計画変更したことにより、名古屋・草津間は既に開通していた美濃路・中山道ルートをたどる事になり、本来の東海道が通る三重県内を経由しなかった。県内の交通としては、関西鉄道が東海道に沿う区間に今日の草津線や関西本線などを敷設し、上述の東海道本線と激しい旅客獲得競争を繰り広げたこともあったが、国有化後は一地方幹線と扱われ、国土の動脈として扱われることはなかった。
その他、関西鉄道・参宮鉄道→国有鉄道が敷設されなかった地域には、伊賀鉄道・伊勢鉄道・養老鉄道（何れも現在の同名会社とは別）・三岐鉄道などのような私鉄、それに様々な軽便鉄道が敷設された。それら路線の中には大正以降の道路交通・他鉄道との競合、それに第二次世界大戦中の交通統制の中で不要不急線とされたことにより廃止に至ったものも存在するが、三岐鉄道を除く路線は殆どが関西資本の大阪電気軌道・参宮急行電鉄グループによって買収された。同社は関西急行鉄道を経て1944年（昭和19年）以降には近畿日本鉄道（近鉄）となっている。
の弾丸列車計画では鈴鹿山脈を貫く案も存在したが、戦後の東海道新幹線計画では名古屋以西は工期の都合で米原経由に変更されたため、新幹線は本県内を経由していない。超電導リニアによる中央新幹線が東海道沿いに計画され、亀山市付近に駅ができる予定である。
旧伊勢・志摩・伊賀国内へは明治から大正にかけて国鉄ないし私鉄路線が整備されたが、それに対し旧紀伊国エリアへの鉄道整備は遅れ、紀勢本線として全通を見たのは戦後の1959年である。同線は日本の「本線」という鉄道路線の中でも最後に完成した路線といえる。紀勢本線を通る本県内から東京への直通列車だった寝台特急「紀伊」は、1984年2月に廃止された。現在は名古屋駅で新幹線に接続する形で特急・快速列車が運行されている。
近鉄が特急運転の頻度が高いのに対し、JRは他県に比べてその頻度が低く、本数の多い特急として一時は全国に普及した「エル特急」も、JR特急の走らない沖縄県と奈良県を除くと、三重県だけが今日まで一度も設定されたことがない。一方で、JR東海は近鉄線に対抗すべく快速「みえ」を運行するなど改善も進めている。
平成以降は、上述の近鉄に統合された路線のうち、閑散線については分社化・路線譲渡の動きもある。北勢線は三岐鉄道へ譲渡され、また伊賀鉄道・養老鉄道・四日市あすなろう鉄道が近鉄からの経営分離によって発足している。また国鉄路線についても、伊勢線に関しては第三セクター鉄道の伊勢鉄道へ経営が移管されたが、JR名古屋駅からの特急・快速列車は伊勢鉄道経由でJR津駅以南に運行されている。
道路
国道1号は、江戸時代の東海道に沿ったルートとなっている。一時は旧東海道に対し、新東海道と呼ばれることもあり、現在でも地図上は国道1号が東海道という表記になっていることがある。
国道23号は、東海道の日永の追分より分岐する伊勢街道に沿ったルートとなっている。旧道路法に基づく路線認定では、国道1号「東京市より神宮に達する路線」とされていた。1952年の新道路法に基づく路線指定において国道23号に指定される。鈴鹿市の北玉垣町交差点より北は国道1号のバイパスとして整備されたもので名四バイパスと呼ばれていたが、1975年に国道23号へ編入され現在に至っている。
このほか東名阪自動車道と奈良県の西名阪自動車道を結ぶ自動車専用道路の名阪国道（国道25号）がある。
高速道路は東名阪自動車道・伊勢自動車道・伊勢湾岸自動車道・紀勢自動車道があるほか、新名神高速道路が亀山ジャンクション (JCT) から西側と、四日市JCTから新四日市JCTを経て東海環状自動車道東員ICが供用されている。2019年3月17日には新名神高速の新四日市JCTから亀山西JCTまで と、東海環状道の東員ICから大安ICまで供用を開始、同年12月21日には亀山西JCTの 伊勢⇔名古屋 連絡路が開通しフルジャンクション化された。
2025年3月29日には東海環状道の大安ICからいなべICまでが供用開始された。
今後の計画では東海環状道がいなべICから岐阜県境を越え、養老ICまで供用開始し名神高速道路へ接続する予定である。
亀山市は新名神・東名阪・伊勢道・名阪国道の4路線が有り、三重県における道路交通の要衝となっている。

#### 港湾
- 国際拠点港湾
  - 四日市港
- 重要港湾
  - 津松阪港
  - 尾鷲港
- 地方港湾
  - 鳥羽港

#### 旅客船
伊勢湾フェリーによって鳥羽と伊良湖（愛知県田原市）を結ぶカーフェリー航路が運航されているほか、津エアポートラインにより、2005年の中部国際空港開業にともない、同空港と津を結ぶ高速船が運航されている。
伊勢市または鳥羽市と中部国際空港を結ぶ航路も計画・準備中だったが、現在はその目途が立っていない。
- 伊勢湾フェリー
- 津エアポートライン
- 鳥羽市営定期船
- 志摩マリンレジャー

#### 空港
本県内に空港はない。近隣の空港は以下の通り。
- 中部国際空港（愛称セントレア。愛知県常滑市）
- 名古屋空港（通称小牧空港。愛知県豊山町・小牧市・春日井市・名古屋市北区）
- 大阪国際空港（通称伊丹空港。兵庫県伊丹市、大阪府豊中市・池田市）
- 関西国際空港（大阪府泉佐野市・田尻町・泉南市）

#### 鉄道
木曽岬町、南伊勢町、度会町を除く全自治体に鉄道駅が存在する。近鉄やJR東海・JR西日本によって、県内各地と名古屋・大阪・京都などが結ばれている。なお、県内で最も利用者数が多い駅は近鉄四日市駅であり、JRよりも近鉄の方が列車の本数や駅の位置などで利便性が高く、利用者数も多い。
※駅名記載の無い路線は全線県内通過
東海旅客鉄道（JR東海）
- 関西本線（長島〜亀山間）
- 紀勢本線（亀山〜鵜殿間）
- 参宮線
- 名松線

西日本旅客鉄道（JR西日本）・柘植駅以西はアーバンネットワークの範囲内である。
- 関西本線（亀山〜島ケ原間）
- 草津線（柘植のみ）

近畿日本鉄道（近鉄）
- 名古屋線（近鉄長島〜伊勢中川間）
- 大阪線（赤目口〜伊勢中川間）
- 山田線
- 鳥羽線
- 志摩線
- 湯の山線
- 鈴鹿線

養老鉄道：
- 養老線（旧 近鉄養老線、桑名〜多度間）

伊賀鉄道：
- 伊賀線（旧 近鉄伊賀線）

伊勢鉄道：
- 伊勢線（旧 国鉄伊勢線）

三岐鉄道：
- 三岐線
- 北勢線（旧 近鉄北勢線）

四日市あすなろう鉄道：
- 内部線（旧 近鉄内部線）
- 八王子線（旧 近鉄八王子線）

#### 道路

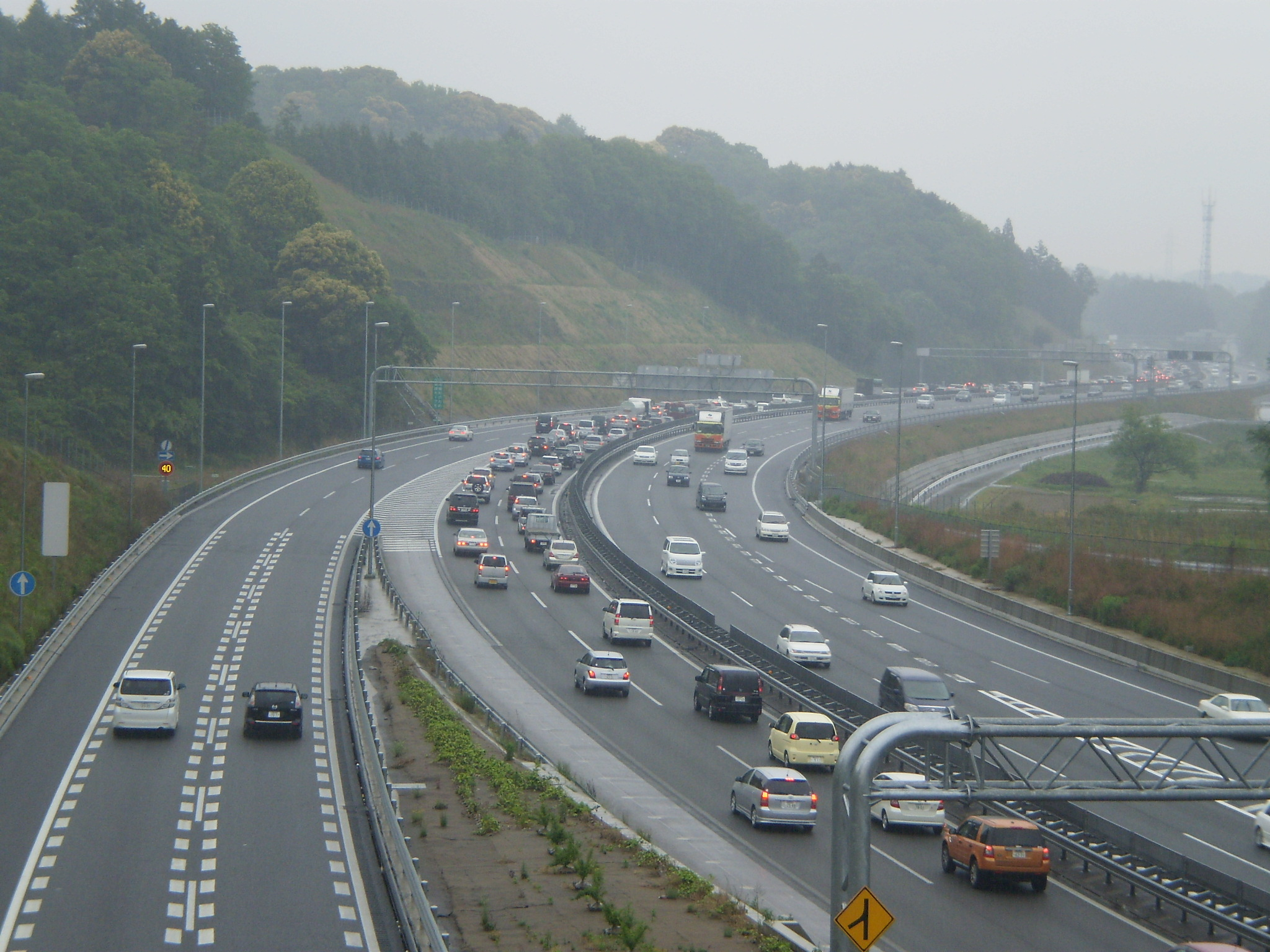
東名阪自動車道上り（亀山JCT付近）の渋滞

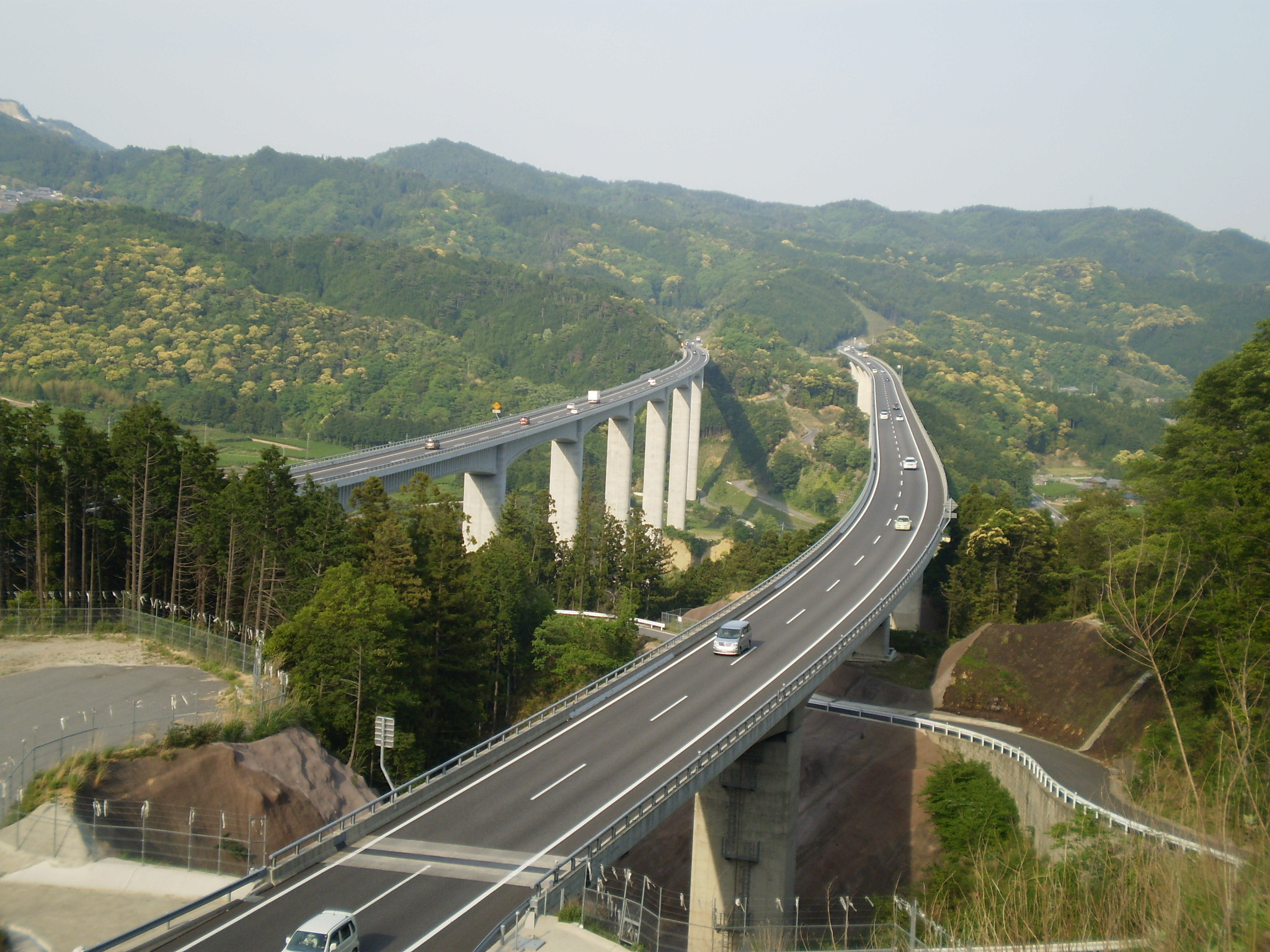
県内を通過する新名神高速道路
（池山高架橋付近より名古屋方面を望む）

高速自動車国道は中日本高速道路（NEXCO中日本）が、名阪国道は国土交通省が管理している。
新名神高速道路が2008年2月23日に供用を開始したことにより、東京と大阪間の広域的な流動は関ヶ原経由に対して時間短縮が図られた。一方、接続する東名阪自動車道の四日市インターチェンジ (IC) 付近を先頭に渋滞するようになった。2019年3月17日、新名神高速の新四日市ジャンクション - 亀山西ジャンクション間が供用開始。東名阪を経由しないルートと『ダブルネットワーク』化したことで渋滞が大幅に減少することが見込まれている。
紀勢自動車道の紀伊長島ICから尾鷲北ICは、高速道路会社によらない国と地方自治体の負担による新たな直轄事業である新直轄方式で、供用開始後も通行料金の徴収はなされない。
2010年（平成22年）2月2日に伊勢自動車道の津IC - 伊勢ICおよび紀勢自動車道の全線が高速道路の無料化社会実験の対象区間に指定され、2010年（平成22年）6月28日から2011年（平成23年）6月19日まで実施された。
名阪国道では、雪が降るとチェーン規制を実施することがある。
高速自動車国道
供用中:
- E23 東名阪自動車道（愛知・三重県境 - 伊勢関IC）
- E23 伊勢自動車道（伊勢関IC - 伊勢IC）
- E42 紀勢自動車道（勢和多気IC/JCT - 尾鷲北IC）
- E1A 伊勢湾岸自動車道（愛知・三重県境 - 四日市JCT）
- E1A 新名神高速道路（四日市JCT - 三重・滋賀県境）
  - 亀山連絡路（亀山JCT - 亀山西JCT）

自動車専用道路
供用中:
- C3 東海環状自動車道（いなべIC - 新四日市JCT）
- E25 名阪国道（亀山IC - 三重・奈良県境）（無料）
- E42 熊野尾鷲道路（尾鷲北IC - 熊野大泊IC）（無料）
- E42 新宮紀宝道路（紀宝IC - 三重・和歌山県境）（無料）
- 伊勢志摩連絡道路
  - 第二伊勢道路（鳥羽南・白木IC - 松下JCT）（無料）

事業中:
- C3 東海環状自動車道（岐阜・三重県境 - いなべIC）
- E42 熊野道路（熊野大泊IC - 熊野IC）
- E42 紀宝熊野道路（熊野IC - 紀宝IC）

基本計画区間（調査中）:
- 名神名阪連絡道路（滋賀・三重県境 - 上柘植IC）

一般有料道路
- 伊勢志摩スカイライン

無料開放された道路
- 青山高原有料道路
- 伊勢有料道路
- 富田山城有料道路
- 鈴鹿スカイライン
- パールロード
- 伊勢二見鳥羽ライン

一般国道
| - 国道1号 - 国道23号 - 国道25号 - 国道42号 - 国道163号 - 国道164号 | - 国道165号 - 国道166号 - 国道167号 - 国道258号 - 国道259号 - 国道260号 | - 国道306号 - 国道309号 - 国道311号 - 国道365号 - 国道368号 - 国道369号 | - 国道421号 - 国道422号 - 国道425号 - 国道475号 - 国道477号 |

県道
- 三重県の県道一覧

冬季閉鎖区間
- 国道306号 : いなべ市藤原町山口 - 鞍掛峠 - 滋賀県犬上郡多賀町 (6.9 km)
- 国道477号 : 三重郡菰野町千草 - 武平峠 - 滋賀県甲賀市土山町大河原 (5.9 km)
- 三重県道25号南濃北勢線 : いなべ市北勢町二之瀬 - 岐阜県海津市南濃町庭田 (3.5 km)

#### 路線バス
近鉄グループの三重交通グループが一部を除き県内全域をカバーする。
同グループが運行する高速バスによって、県内各地と横浜・東京・大宮、北勢地域・伊賀地域・東紀州地域と名古屋、伊賀・北勢地域と大阪・京都、そして北勢地域と中部国際空港が結ばれている。その他にも、各自治体が運行するものもある。
- 三重交通
  - 三重急行自動車
  - 八風バス
  - 三交伊勢志摩交通
  - 三交南紀交通
- 三岐鉄道

### 医療・福祉
※災害拠点病院については、三重県災害拠点病院を参照。
※保育所については、三重県保育所一覧を参照。

### 教育
大学
国立
- 三重大学
- 名古屋大学 理学研究科附属臨海実験所

公立
- 三重県立看護大学

私立
- 皇學館大学
- 鈴鹿大学
- 鈴鹿医療科学大学
- 四日市大学
- 四日市看護医療大学
- 南山大学 伊勢海浜センター

通信制大学
私立
- 放送大学 三重学習センター（三重県総合文化センター内）

短期大学
公立
- 三重短期大学

私立
- 高田短期大学
- ユマニテク短期大学
- 鈴鹿大学短期大学部

高等専門学校
国立
- 鳥羽商船高等専門学校
- 鈴鹿工業高等専門学校

私立
- 近畿大学工業高等専門学校

特別支援学校
国立
- 三重大学教育学部附属特別支援学校

県立
- 三重県立盲学校
- 三重県立聾学校
- くわな特別支援学校
- 北勢きらら学園
- 西日野にじ学園
- 杉の子特別支援学校
  - 石薬師分校
- 緑ヶ丘特別支援学校
- 城山特別支援学校
  - 草の実分校

- 稲葉特別支援学校
- 伊賀つばさ学園
- 玉城わかば学園
- 度会特別支援学校
- 東紀州くろしお学園
  - おわせ分校

私立
- 聖母の家学園

専修学校
- 三重県専修学校一覧

高等学校
- 三重県高等学校一覧

中学校
- 三重県中学校一覧

小学校
- 三重県小学校一覧

幼稚園
- 三重県幼稚園一覧

外国人学校
- 三重県外国人学校一覧

その他
農業大学校
- 三重県農業大学校

### メディア

#### 新聞
地方紙
- 伊勢新聞 - 本県の県域紙である。
- 夕刊三重
- 吉野熊野新聞
- 南紀新報
- 紀南新聞
- 日刊ヤタガラス （新聞というよりフリーペーパーといったほうが良い）
- 紀勢新聞
- 南海日日

ブロック紙
- 中日新聞 - 本社・発行は愛知県名古屋市。県内で伊勢新聞を上回りシェア1位。
  - 津市民版
  - 北勢版
  - 鈴鹿・亀山版
  - 松阪・紀勢版
  - 伊勢志摩版
  - 伊賀版
  - くろしお版
  - 紀州版
- 中部経済新聞

全国紙
全国紙は原則的には、名古屋にある中部本社（新聞社によっては中部支社・名古屋本社など）の管轄であるが、地理的な事情により一部大阪本社管轄の地域もある。
- 読売新聞については、読売新聞中部支社（読売新聞東京本社管轄。朝刊のみ）の発行版が県内の大部分で販売されているが、伊賀市・名張市は読売新聞大阪本社の発行版（朝刊のみ）である。南牟婁郡紀宝町では、中部支社発行版と大阪本社発行版（和歌山県版）が併売されている。
- 朝日新聞については、朝日新聞名古屋本社の発行の朝刊・夕刊セット版が県内の大部分で販売されているが、伊賀市・名張市・熊野市・南牟婁郡の御浜町・紀宝町は朝日新聞大阪本社の発行の朝刊統合版である。
- 毎日新聞については、毎日新聞中部本社の発行版が県内の大部分で販売されているが、伊賀市・名張市・熊野市・南牟婁郡の御浜町・紀宝町は毎日新聞大阪本社の発行版である。
- 日本経済新聞については、日本経済新聞名古屋支社の発行版（朝刊・夕刊セット版）が県内の大部分で販売されているが、伊賀市・名張市・熊野市・南牟婁郡の御浜町・紀宝町は日本経済新聞大阪本社（朝刊のみの統合版）の発行版である。なお、大阪本社版については番組表は関西版と同じ物を掲載している（在名局の差し替えはなし）。
- 産経新聞については、県内全域が産経新聞大阪本社の発行版である。配達については、中日新聞の販売店に委託している。

スポーツ紙
- 県内では中日スポーツ（中日新聞社発行）が地元スポーツ新聞の役割を持っている。
- 日刊スポーツについては、日刊スポーツ新聞西日本の管轄内であるが、伊賀市・名張市・熊野市・南牟婁郡の御浜町・紀宝町のみ大阪本部発行版、それ以外の地域は名古屋本社発行版がそれぞれ販売されている。
- スポーツ報知（報知新聞）については、読売新聞中部支社発行による中部版が県内の大部分で販売されているが、伊賀市・名張市は報知新聞社大阪本社発行による関西版が販売されている（番組表は関西版と同じ物を掲載）。
- スポーツニッポン（スポニチ）とサンケイスポーツ（サンスポ）は全県で大阪本社版が販売されている。なおスポニチは伊賀市・名張市・熊野市・南牟婁郡の御浜町・紀宝町は関西版、それ以外の地域は公営競技面の一部と番組表を差し替えただけの東海版（名古屋で現地印刷）が販売されている。サンスポは全県で近畿圏と同じ物（北近畿・紀南・淡路島・中国・四国・北陸3県などで販売される早版=11版）が販売されている為、公営競技や番組表などの差し替えは行っていない。
- デイリースポーツは、伊賀市と名張市の一部コンビニエンスストアにて販売されている。
- 東京スポーツ系列の夕刊紙は、県内の大部分が中京スポーツ、伊賀市・名張市・熊野市・南牟婁郡の御浜町・紀宝町は大阪スポーツがそれぞれ販売されている。

#### 放送
テレビ・ラジオの放送対象地域としては、県域放送のほか、広域放送としての在名圏（名古屋に本局）にも属している。このうち、名古屋市に本社のあるCBCラジオが本県の桑名市に親局（主幹送信所）を置いている ほか、NHK、東海ラジオも親局は三重県寄りの地域に有り、伊勢平野では本局を受信するほか、伊賀・東紀州地域には中継局を置いている。

##### テレビ
テレビは地上波の放送のほか、県内全市町でケーブルテレビによる視聴も可能である。在名局は県内各地（いなべ市・伊勢市・鳥羽市・名張市・伊賀市・尾鷲市・熊野市など）に中継局を置いている。
民間放送については、三重テレビのみ独立局である他は、全て放送ネットワークに属している。
- 県域放送局
  - NHK津放送局（総合テレビ）
  - 三重テレビ放送 (MTV)（JAITS）
- 中京広域圏を放送対象地域とする放送局
  - NHK名古屋放送局（教育テレビ(Eテレ)）
  - 東海テレビ (THK)（FNN・FNS系列）
  - 中京テレビ (CTV)（NNN・NNS系列）
  - CBCテレビ (CBC)（JNN系列）
  - 名古屋テレビ（メ〜テレ、NBN）（ANN系列）

備考
- 伊勢湾沿いの地域では愛知県域放送のテレビ愛知（TVA）（TXN系列）が受信可能であり、一部ケーブルテレビ局でも区域外再放送を行っている。
- 伊賀市、名張市、熊野市、南牟婁郡の御浜町・紀宝町では、テレビ大阪を除く在阪局の各放送局が受信可能な地区があり、ケーブルテレビ局でも区域外再放送を行っている。伊賀市、名張市、熊野市、南牟婁郡の御浜町・紀宝町の新聞のテレビ欄は在阪局のチャンネルをメインに取り扱っている。

ケーブルテレビ
伊賀市・名張市・熊野市・南牟婁郡の御浜町・紀宝町ではNHK大阪放送局、毎日放送・朝日放送テレビ・関西テレビ・読売テレビとNHK名古屋放送局・東海テレビ・中京テレビ・CBCテレビ・名古屋テレビ（メ〜テレ）の大阪と名古屋の両方のテレビ局の放送が配信されている。

##### ラジオ
名古屋のNHK名古屋放送局・CBCラジオ（県内に親局がある→CBCラジオ長島送信所）・東海ラジオを直接聴取できる地域が大半だが、伊賀市、尾鷲市、熊野市にも中継局を置いている。
かつては、県域放送の近畿東海放送（開局当初はラジオ三重）があったが、ラジオ東海（旧 岐阜放送）と合併して東海ラジオ放送となった。この後は、本県において県域放送を行う中波放送 (AM) 局は、NHK・民放を含め存在しない（NHKは中継局も設置していない）。
超短波放送 (FM) 放送については、NHK・民放とも県域放送局が存在している。県域放送の親局送信所は、三重テレビも含め津市の長谷山に設置されている。
コミュニティ放送局が複数存在する。
岐阜県の県域AM局である岐阜放送ラジオ（ぎふチャン）・愛知県の県域FM局であるFM AICHIとZIP-FMは、三重県内においてもradikoの無料サービスにて聴取が可能となっている。
1994年に開催された「世界祝祭博覧会」（まつり博・三重’94）に際しては、臨時に置局した「FMパイレーツ」があった。
AMラジオ
- 中京広域圏を放送対象地域とする放送局
  - NHK名古屋放送局（ラジオ第1・第2放送）
  - 東海ラジオ放送（NRN系列）
  - CBCラジオ（JRN系列）

FMラジオ
- 県域放送局
  - NHK津放送局（NHK-FM放送） ※独自の放送は平日夕方のみ。
  - 三重エフエム放送（レディオキューブ FM三重）（JFN系列）
- コミュニティ放送局
  - CTY-FM（2017年4月1日から名称変更、旧名称エフエムよっかいち (PORT WAVE)）
  - ads.FM（2018年3月31日付で名称変更、旧名称FMなばり）
  - Suzuka Voice FM
  - いなべエフエム

## 文化・スポーツ

### 方言
- 三重弁
  - 伊勢弁
  - 伊賀弁
  - 志摩弁
  - 紀州弁

### 食文化
郷土料理
- 伊勢うどん
- てこね寿司
- 餅街道

### 伝統工芸
経済産業大臣指定伝統的工芸品
- 伊賀くみひも（その他繊維製品、1976年）
- 四日市萬古焼（陶磁器、1979年）
- 伊賀焼（陶磁器、1982年）
- 鈴鹿墨（文具、1980年）
- 伊勢形紙（工芸用具・材料、1988年）

伝統工芸品

### スポーツ
- 2018年に三重県を主とした東海地区で高校総体「2018 彩る感動 東海総体」が行われた。
- 2021年、9月25日から10月5日の期間で国民体育大会「三重とこわか国体」、10月23日から25日に全国障害者スポーツ大会「三重とこわか大会」が行われる予定だったが、三重県は新型コロナウイルスの感染拡大を受け、8月21日に大会の中止を申し入れた[40]。日本スポーツ協会、日本障がい者スポーツ協会及び文部科学省（スポーツ庁）、三重県の主催4者による協議が8月25日行われ中止が決定された[41]。
- 三重県で人気が高い日本のプロ野球 (NPB) チームは、隣接する愛知県のナゴヤドームに本拠地を置き、同県を保護地域とする中日ドラゴンズ（セントラル・リーグ）である[42]。

#### 県内に拠点を置くチーム
- サッカー
  - 伊賀FCくノ一三重（日本女子サッカーリーグ）
  - ヴィアティン三重（日本フットボールリーグ）
  - アトレチコ鈴鹿クラブ（日本フットボールリーグ）
  - FC.ISE-SHIMA（東海社会人サッカーリーグ）
- ラグビー
  - 三重ホンダヒート（ジャパンラグビーリーグワン）
  - PEARLS（女子7人制ラグビー）
- バスケットボール
  - ヴィアティン三重バスケットボール（B3リーグ）
- ハンドボール
  - 三重バイオレットアイリス（日本ハンドボールリーグ女子）
- 社会人野球
  - Honda鈴鹿硬式野球部
- 陸上（マラソン・駅伝）
  - NTN陸上競技部
  - デンソー女子陸上長距離部

### 公営競技
- ボートレース（競艇）
  - ボートレース津
    - ミニボートピア名張（場外舟券発売場）
- 競輪
  - 四日市競輪場
  - 松阪競輪場
    - 松阪競輪川越場外車券売場

### パチンコ・パチスロ
三重県の遊技機店条例においては全国で唯一、大晦日の終夜営業が認められている。これはコンビニ普及前、伊勢神宮の初詣出参拝客にトイレや休憩施設を提供する名目で制定されたと言われている。また2000年7月までは三重県公安委員会が、パチンコ店へのパチスロの設置を認定していなかった。

## 観光
江戸時代のお伊勢参りに始まり、現在も鈴鹿サーキットで行われるF1日本グランプリや8耐、風光明媚な志摩のリゾート地、松阪牛、伊賀地方の忍者関連（外国人に人気が高い）、東紀州地方最南端の鵜殿村（現：紀宝町）など、観光資源に恵まれている。

### ユネスコ登録遺産
世界遺産
- 紀伊山地の霊場と参詣道（熊野古道）

無形文化遺産
- 山・鉾・屋台行事
  - 鳥出神社の鯨船行事：四日市市
  - 上野天神祭のダンジリ行事：伊賀市
  - 桑名石取祭の祭車行事：桑名市

### 有形文化財建造物
重要伝統的建造物群保存地区
- 関宿 ：亀山市

### 公園
国立公園
- 伊勢志摩国立公園
- 吉野熊野国立公園

国定公園
- 鈴鹿国定公園
- 室生赤目青山国定公園

国営公園
- 国営木曽三川公園

県立自然公園
- 水郷県立自然公園
- 伊勢の海県立自然公園
- 赤目一志峡県立自然公園
- 香肌峡県立自然公園
- 奥伊勢宮川峡県立自然公園

県営都市公園
- 北勢中央公園：四日市市、いなべ市、菰野町
- 鈴鹿青少年の森
- 亀山サンシャインパーク
- 県庁前公園：津市
- 大仏山公園：伊勢市、玉城町、明和町
- 五十鈴公園：伊勢市
- 熊野灘臨海公園：紀北町

県営森林公園
- 三重県民の森：菰野町
- 上野森林公園：伊賀市

### 神社・仏閣
- 伊勢神宮 - 天照大神を祀る内宮(皇大神宮)と豊受大御神を祀る外宮(豊受大神宮)の2つの正宮の総称。神社本庁傘下の全国神社からは本宗と仰がれている。
- 三重縣護國神社 - 三重県の守り神として県内から篤く崇敬されている。
- 椿大神社 - 全国の猿田彦神社の総社。伊勢国一之宮。
- 高田本山専修寺 - 真宗高田派の総本山。御影堂と如来堂が2017年11月28日に国宝指定された。
- 伊賀上野 -上野城は、日本一高い石垣の上に天守を持つ。町並みは碁盤目状に整備されている。伊賀忍者の郷・松尾芭蕉の故郷としても知られる。
- 石神社 - 鳥羽市相差にある神明神社の末社で「石神さん」として有名。古くから「女性の願いを叶えてくれる」と海女が信仰してきた。

### 景勝
- 青山高原 - 本州最大の風力発電施設が存在。伊勢湾と伊勢平野を一望できる。
- 英虞湾 - リアス式海岸。NHK番組『21世紀に残したい日本の風景』で第6位。
- 二見浦 - 二見興玉神社内の夫婦岩は有名であり、夫婦岩の間からは夏至には富士山の頂上に日の出が拝める。
- 大王崎 - 日本有数の海岸段丘。
- 大杉谷 - 日本三大渓谷。
- 宮川渓谷 - 渓谷が有名。
- 赤目渓谷 - 赤目四十八滝として滝の名所で知られる。

### 民謡
- 桑名の殿様
- 伊勢音頭
- 尾鷲節

### テーマパーク・レジャーランド
- ナガシマリゾート - 長島温泉「湯あみの島」、ホテル、遊園地「ナガシマスパーランド」、ジャンボ海水プールなどがある西日本最大級のレジャーランド。その他アウトレットモール「ジャズドリーム長島」や「なばなの里」がある。
- 鈴鹿サーキット - F1日本グランプリや鈴鹿8時間耐久ロードレースが開催される。エンジンを使った乗り物が中心の遊園地「鈴鹿サーキットパーク」併設。
- 鳥羽水族館 - ラッコを一躍人気者にした、国内最大級の水族館。
- ゼロ距離水族館伊勢シーパラダイス - アザラシ、アシカ、セイウチといった海獣と魚類が数多く飼育展示されている。
- ミキモト真珠島 - 養殖真珠発祥の地に建設。海女の実演が有名。
- ともいきの国 伊勢忍者キングダム - 2019年3月1日に伊勢安土桃山城下街から施設名称を変更。
- 志摩スペイン村 - スペインをテーマにしたテーマパーク「パルケエスパーニャ」をメインに、ホテル志摩スペイン村、天然温泉「ひまわりの湯」の3施設で構成される複合リゾート。
- NEMU RESORT - 三井不動産グループの伊勢志摩リゾートマネジメントが運営。マリンスポーツが中心の総合リゾート施設。

## 対外関係

### 姉妹自治体・提携自治体
- サンパウロ州（ブラジル連邦共和国）
1973年（昭和48年）11月7日 友好州提携締結
- 河南省（中華人民共和国）
1973年（昭和48年）11月7日 友好省提携締結
- バレンシア州（スペイン王国）
1992年（平成4年）11月2日 友好州提携締結

友好国提携
- パラオ共和国
1996年（平成8年）7月25日 友好国提携締結